# Geschäftsverteilungspläne des Geheimen Staatspolizeiamtes
Dieser Artikel gibt einen Überblick über die Geschäftsverteilungspläne des Geheimen Staatspolizeiamtes (Gestapa) in Berlin als der Zentrale der Geheimen Staatspolizei (Gestapo).

## Übersicht über die Geschäftsverteilungspläne
Überliefert sind die folgenden Geschäftsverteilungspläne der Geheimen Staatspolizei:
- Geschäftsverteilungsplan der Abteilung I des Polizeipräsidiums Berlin vom Herbst 1931
- Geschäftsverteilungsplan der Abteilung I des Polizeipräsidiums Berlin vom Dezember 1932
- Geschäftsverteilungsplan vom 19. Juni 1933
- Geschäftsverteilungsplan vom 22. Januar 1934
- Geschäftsverteilungsplan vom 25. Oktober 1934
- Geschäftsverteilungsplan vom 1. Oktober 1935
- Geschäftsverteilungsplan vom 1. Januar 1938
- Geschäftsverteilungsplan von 1. Juli 1939
- Geschäftsverteilungsplan vom 1. Oktober 1940
- Geschäftsverteilungsplan vom März 1941

### Geschäftsverteilungsplan der Abteilung I des Polizeipräsidiums Berlin vom Herbst 1931
Dieser Geschäftsverteilungsplan hat sich im Nachlass von Johannes Stumm erhalten und wurde 1983 von Christoph Graf in seiner Habilitation veröffentlicht.
- Leiter: Regierungsdirektor Fritz Goehrke
  - Vertreter des Leiters: Regierungsrat Erich Prawitz
- Dezernat 1: Einrichtung der politischen Polizei, der Landeskriminalpolizeistelle und des Landeskriminalpolizeiamtes. Verfassungssachen: Ausnahmezustand, Vereins- und Versammlungswesen im Allgemeinen, Schutz des Staates im Allgemeinen
  - Dezernent: Polizeirat Kurt Mittasch
- Dezernat 2: Freie Meinungsäußerung und Presse (Pressepolizei). Schutz des Staates gegen Angriffe durch die Presse
  - Dezernent: Polizeirat Max Weimann
- Dezernat 3: Bearbeitung aller Angelegenheiten betreffend Organisation und Betätigung der KPD und Revolutionären Gewerkschafts-Opposition (RGO), ausgenommen die beim Dezernat 4 aufgeführten Angelegenheiten
  - Dezernent: Regierungsassessor David Arian
- Dezernat 4:
  - Bearbeitung aller Angelegenheiten betreffend Organisation und Betätigung der linksradikalen, nichtkommunistischen Bewegung (insbesondere Anarchisten, Syndikalisten, Kommunistische Arbeiterpartei, Allgemeine Arbeiter-Union, USPD)
  - b) Aus der kommunistischen Bewegung:
  - aa) Der Kommunistischen internationale und der ausländischen Kommunisten
  - bb) Des Kommunistischen Jungverbandes [und ähnlicher Jugendorganisationen]
  - cc) Der Neben- oder Hilfsorganisationen der kommunistischen Bewegung [Aufzählung]
  - Dezernent Regierungsassessor Heinrich Schnitzler
- Dezernat: 5: Partei- und Vereinswesen sowie politische Bewegungen, soweit nicht die Dezernate 1, 3, 4, 6, und 7 in Frage kommen. Bahnschutz, Sicherung amtlicher Personen und Einrichtungen, Fremdenlegionssachen
  - Dezernent: Regierungsrat Friedrich von Werder
- Dezernat 6: Rechtsradikale Partei- und Vereinswesen, rechtsradikale politische Bewegungen und Bestrebungen sowie rechtsradikale Kultur und Wirtschaftspolitik, soweit nicht Dezernat 7 in Frage kommt.
  - Dezernent: Regierungsassessor Oscar Oesterle
- Dezernat 7: Organisation, Bestrebungen und Betätigung der NSDAP
  - Dezernent: Regierungsassessor Hans Joachim Schoch
- Dezernat 8: Landesverrat und Spionageabwehr
  - Dezernent: Regierungsrat Friedrich von Werder
- Dezernat 9: Kultur- und Wirtschaftspolitik, insbesondere die gewerkschaftliche Arbeiterbewegung, soweit nicht Dezernat 3, 4, 6, und 7 in Frage kommen, Technische Nothilfe
  - Dezernent: Regierungsrat Erich Prawitz
- Außendienst (I Ad)
  - Leiter: Regierungsdirektor Fritz Scherler
  - Inspektion I: Pressesachen
    - Inspektionsleiter: Kriminalkommissar Karl Futh

  - Inspektion II: Linksradikale Parteien und Organisationen, Russen und Polen
    - Inspektionsleiter: Kriminalkommissar Reinhold Heller

  - Inspektion III: Rechtsradikale Parteien und Organisationen
    - Inspektionsleiter: Kriminalpolizeirat Johannes Stumm

  - Inspektion IV: Waffenschutzdienst, Gewerkschaften, Vereine, Ausländer,
    - Inspektionsleiter: Kriminalpolizeirat Wilhelm Bonatz

  - Inspektion V: Spionagesachen, Landesverrat
    - Inspektionsleiter: Kriminalkommissar Abt

### Geschäftsverteilungsplan der Abteilung I des Polizeipräsidiums Berlin vom Dezember 1932
Der im Dezember 1932 niedergeschriebene letzte Geschäftsverteilungsplan der Abteilung I der Berliner Polizei als der Vorgängerinstitution des Geheimen Staatspolizeiamtes wurde von Christoph Graf im Nachlass von Albert Grzesinski gefunden und gekürzt in seinem Buch Politische Polizei zwischen Demokratie und Diktatur wiedergegeben.
- Abteilungsleiter: Regierungsdirektor Kretzschmar
  - Vertreter: Landrat a.W. Traugott Bredow
- Dezernat H: Generalien etc.
  - Dezernent: Polizeiamtmann Hartmann
- Dezernat 1: Pressesachen, Vereine, Waffen etc.
  - Dezernent: Polizeirat Albert Reinke
- Dezernat 2a: Parteipolitische Seite der KPD
  - Dezernent: Regierungsassessor Siegel
- Dezernat 2b: Wehr-, Kampf- und Sportorganisationen der KPD
  - Dezernent: Regierungsassessor Hans Bolz
- Dezernat 2c: Internationaler Kommunismus, kommunistische Jugendorganisationen
  - Dezernent: Regierungsrat Gerhard Bode
- Dezernat 2d: Gewerkschaftliche Organisationen der KPD
  - Dezernent: Regierungsassessor Förster
- Dezernat 2e: Kulturelle Organisationen der KPD, Zersetzung in der Reichswehr und Schutzpolizei
  - Regierungsassessor Heinrich Schnitzler
- Dezernat 3: Parteien und Organisationen von SPD-DNVP, Gewerkschaftsbewegungen etc.
  - Regierungsrat Beker
- Dezernat 4: NSDAP inklusive aller Organisationen dieser Richtung
  - Dezernent: Regierungsrat Becker
- Dezernat 5: Landesverräterische Bestrebungen, Spionageabwehr etc.
  - Dezernent: Polizeirat Kurt Mittasch

### Geschäftsverteilungsplan vom 19. Juni 1933
Der älteste bekannte Geschäftsverteilungsplan der Gestapo ist datiert auf den 19. Juni 1933. Dieser zeigt eine Unterteilung des Geheimen Staatspolizeiamtes in neun beziehungsweise zehn römisch nummerierte Dezernate: Eine Ausnahme stellt das Schutzhaftdezernat IIa dar, das nach Johannes Tuchels Meinung nachträglich eingebaut worden zu sein scheint und somit – wohl weil „eine eigene Dezernatsnummer[...] offenbar nicht mehr zu vergeben“ war – eine abweichende Bezeichnung erhielt. Tuchel hält es – anders als Graf der nur neun Dezernate zählt – trotz dieser Formalie für geboten es als vollwertiges Dezernat und nicht etwa als Anhängsel des Dezernates II anzusehen, dem es, da es einen eigenen Dezernenten hatte, keineswegs unterstellt war.
Im Geschäftsverteilungsplan sind 41 Beamte namentlich verzeichnet. Nicht erfasst ist der bereits damals sehr umfangreiche Außendienst. Die Zahl der vom Innenministerium und von anderen Polizeidienststellen herangezogenen Beamten für den Außendienst ist auf Grundlage des vorhandenen Aktenmaterials nicht mehr eruierbar. Die von Diels nach dem Krieg angegebene Zahl von 250 Gestapo-Mitarbeitern in der Frühphase der Institution – darunter 90 im Außendienst tätige Personen – hält Tuchel für „mit Sicherheit zu niedrig gegriffen“.
Allgemein lassen sich dem Plan nicht nur der erste organisatorische Aufbau des Amtes, sondern auch die Schwerpunkte seiner Tätigkeit entnehmen.
- Leiter des Geheimen Staatspolizeiamtes: Oberregierungsrat Rudolf Diels (ab 15. November 1933 kurzzeitig durch Paul Hinkler ersetzt), Zimmer 103
  - Stellvertreter: Staatsanwaltschaftsrat Hans Volk, Zimmer 101
  - Vorzimmer, Zimmer 102
- Amtmann: Personalangelegenheiten der mittleren und unteren Beamten, der Angestellten und Lohnempfänger, Geschäftsgang Allgemein, Aktenverwaltung, Bücherei, Aufzeichnung der Eingänge, Kanzlei, Empfang und Verwaltung der Schreibmaterialien, einschließlich der Schreibmaschinen, Formulare und Fotoartikel, Zuteilung der Kanzleiarbeiten, Vervielfältigungsapparat, Abholung und Besorgung der Ein- und Ausgänge
  - Polizeiinspektor Lewerenz, Zimmer 127
  - Parteiobersekretär Janne, Zimmer 128
  - Polizeiobersekretär Schünke, Zimmer 141
  - Verteilungsstelle: Ministerialregistrator Burdach, Zimmer 129
  - Kanzleiinspektor Böhm, Zimmer 135
  - Auskunft: Polizeiamtsmeister Koch, Zimmer 143
- Wirtschaftsstelle: Geschäftsbedürfnisse, Fernsprechungsangelegenheiten, alle Wirtschafts-, Kassen- und Rechnungsangelegenheiten, Besoldungsangelegenheiten für Beamte, Angestellte und Lohnempfänger, Reise- und Umzugskosten, Notstandsbeihilfen, Unterstützungen, Verwaltung der Mittel für den Geheimen Nachrichtendienst für Preußen
  - Polizeiobersekretär Widder, Zimmer 130
  - Polizeiobersekretär Meier, Zimmer 131
- Dezernat I: „Generalien, Einrichtung der Politischen Polizei, Gesetze, Verordnungen, Erlasse und Verfügungen auf dem Gebiet der Politischen Polizei, Rechtsprechung, Verfassungsangelegenheiten, Militärischer Ausnahmezustand, Grenz- und Landesschutz, Bahn- und Postschutz, Militärsachen, Personalangelegenheiten der höheren Beamten, der oberen Verwaltungsbeamten und der oberen Kriminalbeamten, Verkehr mit ausländischen Behörden“ (häufig als Verwaltung und Recht abgekürzt)
  - Dezernent: Regierungsassessor Heinrich Schnitzler, Zimmer 107
  - Bearbeiter: Polizeipraktikant Gerkensmeyer, Zimmer 106
- Dezernat II: Pressepolizei (Verbote und Beschlagnahmen), Verwertung beschlagnahmten Eigentums, Justitiar, Beschlagnahme der Kraftwagen und Krafträder
  - Dezernent: Regierungsassessor Franz Janich, Zimmer 202
  - Bearbeiter: Polizeiobersekretäre Betterman und Lemke, Zimmer 210, Polizeipraktikant Kryschak, Zimmer 201a
  - Dezernat IIa: Beschränkung der persönlichen Freiheit (Schutzhaft)
    - Dezernent: Staatsanwaltschaftsrat Hans Mittelbach, Zimmer 211a
    - Bearbeiter: Polizeipraktikant Samuel, Zimmer 211
    - Gehilfe: Polizeisekretär Waldemar Wuthe, Zimmer 211
- Dezernat III: Internationaler Bolschewismus, allgemeine Kommunistensachen
  - Dezernent: Regierungsassessor Hans Schneppel, Zimmer 203
  - Bearbeiter: Polizeiobersekretäre Kranz und Pieper
  - Gehilfe: Polizeisekretär Roggen, Zimmer 204
- Dezernat IV: „DNVP einschließlich aller Nebenorganisationen und rechtsoppositionellen Bewegungen (Schwarze Front usw.), Politische Bewegungen Berlin, Brandenburg, Pommern, Grenzmark, Ostpreußen und Schlesien, Staatspolizeistelle Berlin“
  - Dezernent: Regierungsassessor Gerhard Kessler, Zimmer 124
  - Bearbeiter: Polizeiobersekretär Nowack, Zimmer 125
- Dezernat V: „SPD einschließlich aller sozialdemokratischen Nebenorganisationen, Politische Bewegungen Rheinprovinz, Westfalen, Hessen-Nassau, Sigmaringen, Wirtschaftspolitik (Werksabotage)“
  - Dezernent: Regierungsassessor Walter Peche, Zimmer 215
  - Bearbeiter: Polizeiobersekretäre Nynke [richtig Franz Nyncke] und Ernst Storkebaum sowie Polizeisekretär Grünberg, Zimmer 213
- Dezernat VI: „Agrarpolitik, Sozialpolitik, Funksachen; Politische Bewegungen Hannover, Sachsen, Schleswig-Holstein, Nationale Minderheiten, Saargebiet, Memelland, Danzig und Österreich“
  - Dezernent: Heinz Richter-Brohm, Zimmer 219[5]
  - Bearbeiter: Polizeipraktikant Baberske, Zimmer 217
- Dezernat VII: „Zentrum einschließlich aller Nebenorganisationen, Kulturpolitik, Kulturbolschewismus, sämtliche politischen Bewegungen, soweit sie nicht zur Zuständigkeit eines anderen Dezernats gehören“
  - Dezernent: Gerichtsassessor Heinz Preussner, Zimmer 212
  - Bearbeiter: Polizeipraktikant Lüders, Zimmer 214
- Dezernat VIII: „Landesverrat, Verrat von militärischen Geheimnissen, Wirtschaftsspionage, Zersetzung in Reichswehr, Schutzpolizei und Wehrverbänden“
  - Dezernent: Gerichtsassessor Walter Graeschke, Zimmer 227
  - Bearbeiter: Polizeipraktikant Rosenhahn und Polizeiinspektor Maluche, Zimmer 239, Polizeiobersekretär Böhmer, Zimmer 237, Polizeipraktikant Jarosch, Zimmer 240
- Dezernat IX: Ausschreitungen, Sprengstoff, Attentate, Waffensachen, Sicherungen, Ausländer, Emigranten, Juden, Freimaurer
  - Dezernent: Gerichtsassessor Wilhelm Ludwig, Zimmer 208
  - Bearbeiter: Polizeiobersekretär Müller und Polizeipraktikant Paul Matzke, Zimmer 207

### Geschäftsverteilungsplan vom 22. Januar 1934
Der Geschäftsverteilungsplan des Geheimen Staatspolizeiamtes vom 22. Januar 1934 befindet sich Bundesarchiv, Standort Berlin-Lichterfelde: R 58/840, Bl. 7ff. Dieser ist in abgekürzter Form bei Christoph Graf: Politische Polizei zwischen Demokratie und Diktatur, 1983 (S. 420–422) und in noch stärker gekürzter Fassung bei Johannes Tuchel Zentrale des Terrors von 1987 (S. 78) abgedruckt.
Im Januar 1934 gliederte das Gestapa sich in vier Abteilungen, die ihrerseits in Dezernate untergliedert waren, wobei die Dezernate der Abteilung IV als „Kommissariate“ bezeichnet werden.
Tuchel hebt hervor, dass dieser Geschäftsverteilungsplan im Vergleich zu seinem Vorgänger bereits „wesentliche Praxiserfordernisse“ berücksichtige. Außerdem zeige er „sowohl die weitgespannten Interessen des Gestapa (Memel, Danzig, Saardezernat) als auch die ersten Wandlungen in der Bekämpfung des politischen Gegners“. Die verschobene Schwerpunkt-Setzung in der Organisation des Amtes sei zudem als Indikator nützlich, aus dem sich „Rückschlüsse ziehen [lassen] auf den Widerstand zu Beginn des Jahres 1934“.
- Leiter des Geheimen Staatspolizeiamtes: Ministerialrat Rudolf Diels, Zimmer 102
  - Persönlicher Referent des Leiters: Regierungsassessor Hans-Josef Altmeyer, Zimmer 23
  - Vorzimmer: Zimmer 103
  - SS-Kommando Gestapa: SS-Brigadeführer Max Henze, Kommandohaus Berlin Columbiastraße 1/3
  - Pressestelle: Redakteur von Max von Lützow, Zimmer 100
- Abteilung I: Organisation und Verwaltung (auch: Verwaltungsabteilung)
  - Abteilungsleiter: Regierungsrat Heinrich Schnitzler, Zimmer 107
  - Dezernat I A: „Generalien, Einrichtung der Politischen Polizei, Gesetze, Verordnungen, Erlasse und Verfügungen auf dem Gebiet der Politischen Polizei, Rechtsprechung, Verfassungsangelegenheiten, Militärischer Ausnahmezustand, Grenz- und Landesschutz, Bahn- und Postschutz, Militärsachen, Personalangelegenheiten der höheren Beamten, der oberen Verwaltungsbeamten und der oberen Kriminalbeamten, Verkehr mit ausländischen Behörden“
    - Dezernent: Regierungsrat Heinrich Schnitzler, Zimmer 107
    - zugeteilt: Regierungsassessor Hans-Herbert Dengler, Zimmer 124
    - Bearbeiter: Polizeiobersekretär Roters und Polizeiobersekretär Gerkensmeyer, Zimmers 106

  - Dezernat I B: Personalangelegenheiten der Beamten, der Angestellten und Lohnempfänger, Geschäftsgang, Allgemeine Aktenverwaltung, Registratur, Auszeichnung der Eingänge, Kanzlei, Empfang und Verwaltung der Schreibmaterialien einschließlich der Schreibmaschinen, Formulare und Fotoartikel, Zuteilung der Kanzleiarbeiten, Druckerei, Vervielfältigungsapparat, Abholung, Besorgung der Ein- und Ausgänge, Verwaltung des Schutz- und Sicherheitsdienstes im Dienstgebäude, Gefängnis, Fahrbereitschaft, Fernsprechzentrale
    - Dezernent: Polizeiamtmann Lewerenz, Zimmer 127
    - Bearbeiter: Polizeiobersekretär Janne, Zimmer 128, Polizeisekretär Dierich, Zimmer 126
    - Verteilungsstelle: Ministerialregistrator Burdach, Zimmer 129
    - Registraturführer: Polizeisekretär, Zimmer 224
    - Kanzleivorsteher: Kanzleiinspekteur Böhm, Zimmer 135
    - Kanzleisekretär Lampe, Zimmer 136, Polizeiamtsmeister Koch, Zimmer 143
    - Fahrdienstleiter: Kriminalangestellter Kubisch, Zimmer 14
    - Garage auf dem Hof
    - Bücherei: Zimmer 115
    - Druckerei: Zimmer 112
    - Hausmeisterzimmer: Keller
    - Fernsprechzentrale: Zimmer 118/121
    - Polizeihauptwachtmeister Quielt, Zimmer 121

  - Dezernat I C: Geschäftsbedürfnisse, Fernsprechangelegenheiten, alle Wirtschafts-, Kassen- und Rechnungsangelegenheiten, Besoldungsangelegenheiten für Beamte, Angestellte und Lohnempfänger, Reise- und Umzugskosten, Unterstützungen, Verwaltung der Mittel für den geheimen Nachrichtendienst für Preußen
    - Dezernent: Rechnungsrevisor Arnold Kreklow, Zimmer 130
    - Bearbeiter: Polizeiobersekretär Meier, Zimmer 131, Polizeiobersekretär Klemt, Zimmer 125, Polizeisekretär Schul, Polizeiobersekretär Schünke, Zimmer 141
- Abteilung II: Juristische Abteilung
  - Abteilungsleiter: Oberregierungsrat Hans Volk, Zimmer 104
  - Dezernat II A: Justitiarangelegenheiten, Beschlagnahmen, Einziehung und Nachweisung des Vermögens staatsfeindlicher Verbände und Einzelpersonen
    - Dezernent: Regierungsrat Franz Janich, Zimmer 211
    - Bearbeiter: Polizeiobersekretär Jeske, Kranz, Sauer, Zimmer 213

  - Dezernat II B: Beschränkung der persönlichen Freiheit (Schutzhaft), Ausschreitungen, Sprengstoffangelegenheiten, Attentate, Waffensachen, Sicherungen
    - Dezernent: Staatsanwaltschaftsrat Otto Conrady, Zimmer 134
    - Bearbeiter: Polizeiobersekretär Henschke, Zimmer 32, Polizeiobersekretär Samuel, Zimmer 132
    - zugeteilt: Polizeisekretär Feußner, Zimmer 133

  - Dezernat II D: Pressepolizei (Verbote und Beschlagnahme), Greuelpropaganda
    - Dezernent: Regierungsassessor Hermann Gotthardt, Zimmer 27
    - Bearbeiter: Polizeiobersekretär Jessel, Polizeiobersekretär Kryschak, Zimmer 28
    - Außendienst: Führer Kriminalpolizeirat Karl Futh, Zimmer 24

  - Dezernat II E 1: Wirtschaftspolitik, Werksabotage, Zersetzungserscheinungen in der NSBO, Agrarpolitik
    - Dezernent: Staatsanwaltschaftsrat Karl Drendel, Zimmer 26
    - Bearbeiter: Polizeiobersekretär Ernst Storkebaum, Zimmer 14
    - zugeteilt: Hilfsarbeiter Max Großkopf, Zimmer 25

  - Dezernat II E 2: Kultur- und Sozialpolitik, Luft-, Film- und Funksachen sowie konfessionelle Verbände, Zimmer 215
    - Dezernent: Regierungsrat Karl Georg Wittich, Zimmer 215
    - Bearbeiter: Polizeiobersekretär Starck
    - zugeteilt: Polizeisekretär Roggon, Zimmer 217
    - Außendienst: Kriminalbezirkssekretär Jessel, Zimmer 219

  - Dezernat II F:
    - Dezernent: Regierungsrat Wilhelm Mäurer, Zimmer 31
    - 1. Ausland, Ausländer, Auslandsdeutsche, Grenzland, nationale Minderheiten, Danzig, Memelland, Österreich, Russen;
      - Dezernent: Regierungsrat Wilhelm Mäurer, Zimmer 31
      - Bearbeiter Polizeiinspektor Maluche, Zimmer 116
      - Polizeiobersekretär Baberske, Zimmer 323, Polizeiobersekretär Böhmer, Zimmer 113, Polizeiobersekretär Jarosch, Zimmer 323, Polizeiobersekretär Müller, Zimmer 30

    - 2. Emigranten, Juden, Freimaurer
      - Hilfsarbeiter: Gerichtsassessor Karl Hasselbacher, Zimmer ?
      - Bearbeiter: Polizeiobersekretär Wassenberg, Zimmer 30
      - Zugeteilt: Polizeibüroassistent Bulst, Zimmer 32
      - Außendienst Emigranten, Juden, Freimaurer, Ausländer und für Dezernat II B Attentate, Attentatsversuche, Ausschreitungen, Sprengstoffangelegenheiten, Waffen
        - Führer Kriminalkommissare Gans, Zimmer 32a
        - Beamte Zimmer 33 und 34

      - Außendienst: Ausland, Auslandsdeutsche, Grenzland, nationale Minderheiten, Danzig, Memelland, Österreich
        - Führer Kriminalbezirkssekretär Kade, Zimmer 17

      - Außendienst: Russland
        - Führer: Kriminalkommissar Erich Frohwann, Zimmer 311
        - Beamter Zimmer 305/309

  - Dezernat II F S: Saargebiet
    - Dezernent: Landgerichtsrat Thees, Zimmer 20
    - Bearbeiter: Polizeiobersekretär Vopel, Zimmer 15
    - Außendienstleiter: Kriminalbezirkssekretär Kade, Zimmer 17
    - Beamte Zimmer 18
- Abteilung III: Bewegungsabteilung
  - Abteilungsleiter: Oberregierungsrat Arthur Nebe, Zimmer 333
  - Außendienst III A:
    - Leiter: Kriminalkommissar Erich Lipik, Zimmer 12
    - Inspektionsbüro Zimmer 12
    - Aufbewahrungsstelle für beschlagnahmte Sachen: Kriminalassessor Vogel, Zimmer 38
    - Schutz- und Suchhunde, Zimmer 12
    - III A 1: Dauerdienst
      - Kriminalkommissar Kurt Moritz, Richter, Kriminalkommissar Ernst Berger, Zimmer 4
      - Beamte: Zimmer 3
      - Anzeigenaufnahme, Zimmer 3a
      - Telegrammaufnahme, Zimmer 6
      - Polizeisammlung, Zimmer 5
      - Motorradfahrer: Zimmer 10

    - III A 2: Kommissariat z.b.V.
      - Kriminalkommissar Alwin Wipper, Zimmer 9
      - Beamter, Zimmer 8 und Zimmer 13

    - III A 3: Kriminaltechnischer Dienst
      - Kriminalbezirkssekretär Kreutzmann, Zimmer 438

    - Lichtbildstelle Zimmer 403
    - Erkennungsdienst, Zimmer 404
    - Moulage und Spurensicherung, Zimmer 439
    - Zeichenstelle Zimmer 435
    - Handschriftensammlung und Schriftvergleichung Zimmer 436
    - Museum Zimmer 407

  - Dezernat III B 1: Kommunismus, Anarchismus, Syndikalismus, KPD
    - Dezernent: Reinhold Heller, Zimmer 328
    - Bearbeiter: Polizeiobersekretär Quoß und Pieper, Zimmer 329

  - Dezernat III B 2: SPD, SAP, Reichsbanner, Gewerkschaften, Sonderaufträge
    - Dezernent: Gerichtsassessor Kurt Jaager, Zimmer 331
    - Bearbeiter: Polizeiobersekretär Franz Nyncke, Zimmer 329

  - Dezernat III B 3: Kommunistische und marxistische Flugblätter sowie Zersetzung (Reichswehr, Schutzpolizei, Wehrverbände und Arbeitsdienst)
    - Dezernent: Kriminalpolizeirat Reinhold Heller, Zimmer 328
    - Bearbeiter: Polizeiobersekretär, Zimmer 330
    - Außendienst:
      - Führer: Kriminalpolizeirat Hubert Geissel, Zimmer 335;
      - Kriminalkommissar Rudolf Braschwitz, Zimmer 341
      - Kriminalkommissar Wandel, Zimmer 347
      - Kriminalkommissar Kurt Geißler, Zimmer 336
      - Kriminalkommissar Bruno Sattler, Zimmer 337
      - Kriminalkommissar Scheffler, Zimmer 338

  - Dezernat III C: Konterrevolutionäre Bestrebungen
    - Dezernent: Gerichtsassessor Rhode, Zimmer 320
    - Bearbeiter: Polizeiobersekretär Nowack, Zimmer 322
    - Außendienst: Führer: Kriminalkommissar Emil Berndorff, Zimmer 307;
    - Kriminalkommissar Willy Litzenberg, Zimmer 315

  - Dezernat III G d: Geheimdienst
    - Dezernent: Staatsanwaltschaftsrat Otto Conrady, Zimmer 134
    - Außendienstführer: Kriminalpolizeirat Paul Buhl, Zimmer 331
    - Kriminalkommissar Kurt Fähnrich, Zimmer 302

  - Dezernat III: Nachrichtendienst:
    - Führer: Kriminalpolizeirat Konrad Nussbaum, Zimmer 313;
    - Kriminalkommissar Arthur Jetzlaff, Zimmer 314
    - Sonderaufträge: Kriminalkommissar Otto, Zimmer 310
    - III Archiv
      - Leiter: Polizeiobersekretär Matzke, Zimmer 419
      - Beamte und Auskunft: Zimmer 420–425
- Abteilung IV: Landesverrat und Spionage
  - Abteilungsleiter: Oberregierungsrat Günther Patschowsky, Zimmer 227
  - Bearbeiter: Polizeiobersekretär Rosenhahn, Zimmer 229
  - Außendienstleiter und Stellvertretender Abteilungsleiter Kriminalkommissar: Walter Kubitzky, Zimmer 227
  - Anzeigenaufnahme und Anmeldung, Zimmer 246
  - Aktenverwaltung, Zimmer 236
  - Kartei, Zimmer 236
  - Kommissariat 1: Industrie und Wirtschaftsspionage
    - Leiter: Kriminalkommissar Wilhelm Nickel, Zimmer 234

  - Kommissariat 2: Luftfahrt, Küste, Reichswehr und Marine, England, sonstiges Ausland
    - Leiter: Kriminalkommissar Fritz Barnekow, Zimmer 230

  - Kommissariat 3: Franzosen, Fremdenlegionäre, Belgien
    - Leiter: Kriminalkommissar Herbert Fischer, Zimmer 233

  - Kommissariat 4: Polen, polnische Deserteure, Danzig
    - Leiter: Kriminalkommissar Kurt Riedel, Zimmer 232

  - Kommissariat 5: Sowjetspionage, Randstaaten
    - Leiter: Kriminalassistenzanwärter auf Probe Ludwig Neubourg, Zimmer 231

  - Kommissariat 6: Tschechoslowakei, Österreich, Balkan, Pazifisten
    - Leiter Kriminalkommissar Wilhelm Nickel, Zimmer 234
- Abteilung V: Verbindungsführer
  - Verbindungsführer zur SA: SA-Truppführer Meske [wahrscheinlich Helmut Meske], Zimmer 109
  - Verbindungsführer zur SS: SS-Scharführer Hayn [wahrscheinlich Wilhelm Hayn], Zimmer 108
  - Verbindungsführer zum Reichsführer SS: SS-Obersturmbannführer Walter Sohst, Zimmer 412
  - Verbindungsführer zur Schutzpolizei: Polizeihauptmann Hans Heinrich Frodien, Zimmer 117 (oder Landespolizeiinspektion Brandenburg über das Kommando der Schutzpolizei)

### Geschäftsverteilungsplan vom 25. Oktober 1934
Der Geschäftsverteilungsplan vom 25. Oktober 1934 ist unter anderem im Bundesarchiv erhalten (Bundesarchiv Berlin: R 58/840, Bl. 24ff.). Ein stark geraffter Abdruck dieses Planes findet sich bei Tuchels Zentrale des Terrors.
Am 2. Mai 1934 bezog eine neu geschaffene Koordinationsstelle unter der Bezeichnung Zentralbüro des Politischen Polizeikommandeurs der Länder die Zimmer 106 und 107 im ersten Stock der Prinz-Albrecht-Straße 108. Tuchel zufolge vereinigte Heinrich Himmler hier seine Länderkompetenzen zu einer „faktischen Reichskompetenz“. Das Gestapa wurde in der Folgezeit abteilungsmäßig neu gegliedert. Es erhielt drei Hauptabteilungen, wobei die Hauptabteilung II zum „Herzstück des Geheimen Staatspolizeiamtes“ wurde.
An die Stelle der früheren Dezernate als der nächsten organisatorischen Gliederungsstufe nach den Hauptabteilungen traten nun sogenannte Unterabteilungen. Diesen waren gegebenenfalls sogenannte Dienststellen – anstatt der früheren Dezernate – untergeordnet. Die Bezeichnung „Dezernat“ wurde nun auf die dritte Unterstufe des Gliederungsgefüges übertragen. So bezeichnete z. B. die Chiffre II 1 A 2 das Dezernat „SPD, SAP, Reichsbanner etc.“ innerhalb der Dienststelle II 1 A („Kommunistische und Marxistische Bewegung und deren Nebenbewegungen“), das bei der Unterabteilung II 1 („Weltanschauliche Gegner“) in der Hauptabteilung II („Politische Polizei“) angesiedelt war. Der Plan war versehen mit dem Vermerk „Geheim! Nur für den Dienstgebrauch“.
- Chef der Geheimen Staatspolizei: Der Preußische Ministerpräsident (i. e. Hermann Göring)
- Inspekteur und Vertreter des Chefs der Geheimen Staatspolizei: Reichsführer SS Heinrich Himmler, Zimmer 102
- Leiter des Geheimen Staatspolizeiamtes: SS-Gruppenführer Reinhard Heydrich, Zimmer 104
- Adjutantur
  - Adjutanten: SS-Obersturmbannführer Walter Potzelt, SS-Truppführer Hinrichsen, SS-Scharführer Wolanke, Zimmer 103
- Fahrbereitschaft:
  - Leiter: SS-Sturmbannführer Benedikt Karg, Zimmer 35
- Hauptregistratur und Absendestelle:
  - Leiter: Hauptregistrator Pommerening, Zimmer 134
  - Vertreter: Ministerialregistrator Burdach, Zimmer 136
  - Absendung: Kanzleisekretär Lampe, Zimmer 141
  - Druckerei, Zimmer 112
- Nachrichtenübermittlung
  - Leiter: SS-Sturmführer, Zimmer 114
  - Technischer Beamter: Klehnert, Zimmer 122
  - Kassenpfleger: SS-Sturmführer Edmund Trinkl, Zimmer 117
  - Rechnungsrevisor: Polizeirechnungsrevisor Rievers, Zimmer 9
  - Fernschreiber: Zimmer 206, nicht besetzt
- Hauptabteilung I: Organisation, Verwaltung und Personal (auch bezeichnet als: Justitiar-, Verwaltungs-, Organisations- und Personalangelegenheiten)
  - Leiter: Oberregierungsrat Gerhard Bode (seit Januar 1935: Werner Best), Zimmer 27
  - Unterabteilung I 1: Organisation, Justitiar-, Beschlagnahme- und Personalangelegenheiten sowie Ministerialgeschäfte des materiellen Rechts der Politischen Polizei
    - Leiter: Oberregierungsrat Gerhard Bode, Zimmer 27
    - Dienststelle I 1 A: Organisation
      - Leiter: Oberregierungsrat Gerhard Bode, Zimmer 27
      - Sachbearbeiter: PJ Quiß, Zimmer 21
      - Durchgangsbriefstelle: Polizeisekretär Waldemar Wuthe, Zimmer 21

    - Dienststelle I 1 B 1: Justitiar- und Gesetzgebungsangelegenheiten
      - Leiter: Regierungsrat Kleitkamp, Zimmer 26
      - Sachbearbeiter: Regierungsinspektor Donath, Zimmer 25
      - Durchgangsbriefstelle: Polizeisekretär Waldemar Wuthe, Zimmer 21

    - Dienststelle I 1 B 2: Beschlagnahme und Einziehung staatsfeindlichen Vermögens
      - Leiter: Staatsanwalt Kurt Jaager, Zimmer 200
      - Sachbearbeiter: Polizeiinspektor Kranz, Regierungsinspektor Jeske, PBA Fröhlich, Zimmer 23
      - Rechnungsbriefstelle: PBA Fröhlich, Zimmer 23

    - Dienststelle I 1 C: Personalamt
      - Leiter: Regierungsrat Schröder, Zimmer 24
      - a) Beamtenangelegenheiten allgemeiner Art, Funktionen der Obersten Landesbehörde in den Personalangelegenheiten
        - 1. Der Verwaltungsbeamten und oberen Kriminalbeamten
          - Sachbearbeiter: Polizeiinspektor Karl Tent, Zimmer 28

        - 2. Der Kriminalbeamten vom Kriminalassistenten an bis zum Kriminalbezirkssekretär:
          - Sachbearbeit: Polizeiinspektor Beckers, Zimmer 28

        - 3. Der angestellten und Lohnempfänger
          - Sachbearbeiter: Polizeiinspektor Busch, Zimmer 28

      - b) Personalangelegenheiten der Angehörigen des Geheimen Staatspolizeiamtes
        - 1. Personalangelegenheiten der Verwaltungsbeamten, Angestellte und Lohnempfänger des Gestapa,
          - Sachbearbeiter: Polizeioberinspektor Dierich, Zimmer 30

        - 2. Personalangelegenheiten der Kriminalbeamten und Kriminalangestellten des Geheimen Staatspolizeiamts einschließlich disziplinarischer und Beschwerdeangelegenheiten;
          - Sachbearbeiter: Polizeioberinspektor Janne, Kriminalassessor Bauer, Zimmer 30

        - Personalaktenverwaltung: Kriminalassessor Kühn, Kriminalangestellter Krüger, Zimmer 14
        - Durchgangsbriefstelle: Kriminalassessor auf Probe Eckard, Zimmer 14

    - Dienststelle I 1 D: „Ministerialgeschäfte des materiellen Rechts der politischen Polizei, insbesondere Waffenrecht, Vereins- und Versammlungsrecht, Kurzwellen, Funk, Kriegsvereine, Bewachungsgewerbe, Gesetz über wirtschaftliche Vereinigungen und Betriebe“
      - Leiter: Regierungsrat Schaper, Zimmer 24 („nach Rückkehr des Regierungsrates Schröder vom Urlaub bezieht Schaper ein anderes Zimmer, worüber nähere Bekanntmachung erfolgt“)
      - Sachbearbeiter: Regierungsinspektor Pnath, Zimmer 25
      - Durchgangsbriefstelle: Polizeisekretär Waldemar Wuthe, Zimmer 21

  - Unterabteilung I 2: Verwaltungs-, Etats- und Wirtschaftsangelegenheiten
    - Leiter: SS-Sturmführer Edmund Trinkl
    - umfasst: Sechs Beamte
    - Dienststelle I 2 A: Haus, Geräte, Materialien, und Gefängnisverwaltung
      - Leiter: Trinkl
      - umfasste: Ein SS-Führer und sechs Beamten

    - Dienststelle I 2 B: Etatangelegenheiten des Gestapa
      - umfasste: Ein Polizeirat als Leiter und fünf Polizeiinspektoren als Sachbearbeiter

    - Dienststelle I 2 C: Kasse
      - umfasste: Drei Polizeibeamten

    - Dienststelle I 2 D: Etatangelegenheiten der Gestapo
      - umfasste: Einen Amtsrat als Leiter und drei Polizeiinspektoren
- Hauptabteilung II: Politische Polizei
  - Leiter: Reinhard Heydrich direkt unterstellt
  - Unterabteilung II 1: Kommunisten, Marxisten, Nationalbolschewisten, Anarchismus, Syndikalismus, Konfessionen, Verbände, Juden, Freimaurer, Emigranten, Opposition, Reaktion, Parteiangelegenheiten, Schutzhaft, Wirtschaftsangelegenheiten, Archiv, Erkennungsdienst, Waffensachen (auch: Weltanschauliche Gegner genannt)
    - Leiter: SS-Obersturmführer Reinhard Flesch (für die Dienststellen II 1 B, II 1 E, II 1 F, II 1 G, II 1 W und II 1 Zbv), Zimmer 103, und SS-Obersturmführer Heinrich Müller (für die Dienststellen II 1 A, II 1 C, II 1 D und II 1 H), Zimmer 333 (gemeinschaftliche Leitung)
    - Hauptgeschäftsstelle
    - Berichterstattung
    - II 1 W: Waffen und Sprengstoffsachen
    - II 1 z.b.V.: Sonderaufträge (Beobachtungen, Attentate)
    - Dienststelle II 1 A: Kommunistische und Marxistische Bewegung, Anarchismus, Syndikalismus, SPD, SAP, Reichsbanner, Gewerkschaften, kommunistische Literatur, Zersetzung
      - Leiter: Obersturmführer Heinrich Müller, Zimmer 333
      - Stellvertreter: Kriminalpolizeirat Reinhold Heller, Zimmer 337
      - Dezernat II 1 A 1: Kommunismus, Anarchismus, Syndikalismus
        - Dezernent: Kriminalkommissar Karl Futh, Zimmer 341
        - Vertreter: Kriminalkommissar Wandel, 338
        - Referenten: Hilfskriminalkommissar Alfred Martin, Zimmer 339, und Kriminalkommissaranwärter Wolter, Zimmer 338
        - Bearbeiter: Polizeiinspektor Pieper, Polizeipraktikant Thiedekte, Zimmer 335
        - Fahndungstrupp A: Kriminalbezirkssekretär Hamann, Zimmer 340
        - Fahndungstrupp B: Kriminalbezirkssekretär Scheffler, Zimmer 342
        - Fahndungstrupp C: Kriminalbezirkssekretär Wedtke, Zimmer 344
        - Fahndungstrupp D: Kriminalbezirkssekretär Niels Raben, Zimmer 318
        - Durchgangsbriefstelle: Zimmer 346

      - Dezernat II 1 A 2: SPD, SAP, Reichsbanner, Freie Gewerkschaften, Sportverbände der verbotenen Organisationen
        - Dezernent: Kriminalkommissar Bruno Sattler, Zimmer 320
        - Bearbeiter: Polizeiinspektor Anders, Zimmer 347
        - Fahndungstrupp: Kriminalbezirkssekretär Gottmann, Zimmer 348
        - Durchgangsbriefstelle Zimmer 347

      - Dezernat II 1 A 3: „Kommunistische und marxistische Flugblätter, literarischer Hochverrat, Zersetzung in Reichswehr, Schutzpolizei, Wehrverbänden und Arbeitsdienst“
        - Dezernent: Kurt Geißler, Zimmer 321
        - Bearbeiter: Polizeiinspektor Junkereit, Zimmer 334
        - Fahndungstrupp: Kriminalbezirkssekretär Kohn, Zimmer 322
        - Durchgangsbriefstelle: Zimmer 334

      - Dezernat II 1 A 4: „Komintern, GPU, russische Konstitutionen, rechtsrussische Bewegung, deutsche Rückwanderer aus der UdSSR, Ausländerregistratur“
        - Dezernent: Kriminalkommissar Moritz, Zimmer 425
        - Fahndungstrupp: Kriminalassistent Edgar Schulz, Zimmer 426
        - Durchgangsbriefstelle, Zimmer 426

    - Dienststelle II 1 B: „Konfessionelle Verbände, Juden, Freimaurer, Emigranten“
      - Leiter: Obersturmführer Reinhard Flesch, Zimmer 304
      - Dezernat II 1 B 1: Konfessionelle Verbände (katholische und evangelische Kirche, konfessionelle Jugendverbände, Sekten)
        - Dezernent: Gerichtsassessor Hartmann, Zimmer 310
        - Bearbeiter: Polizeiinspektor Starck und Polizeisekretär Roggon, Zimmer 309
        - Außendienst: Stolpe, Zimmer 305
        - ein Berichterstattungsreferat, zuständig für Lageberichte, Tagesberichte, Tagesmeldungen und das Mitteilungsblatt des Geheimen Staatspolizeiamtes

      - Dezernat II 1 B 2: Juden, Freimaurerlogen, Emigranten (Ausbürgerungen, Widerruf von Einbürgerungen)
        - Dezernent: Regierungsassessor Karl Hasselbacher, Zimmer 315
        - Bearbeiter Juden: Polizeiinspektor Plickert, Zimmer 323
        - Obertruppführer Lüttich, Zimmer 312
        - Außendienst: Kriminalassistent Kremser, Zimmer 316
        - Durchgangsbriefstelle, Zimmer 316

    - Dienststelle II 1 C: „Reaktion, Opposition, Österreichische Angelegenheiten“
      - Leiter: SS-Sturmführer Franz Josef Huber, Zimmer 328
      - Vertreter: Kriminalpolizeirat Emil Berndorff, Zimmer 331
      - Innendienst: Polizeiinspektor Nowack
      - Beigegeben: Polizeipraktikant Pietsch, Zimmer 329
      - Registratur, Durchgangstagebuch: Polizeisekretär Grünberg, Zimmer 329
      - Dezernat II 1 C 1: „Reaktion, NSDFB, Stahlhelm, monarchistische Bewegung, Wehrverbände, Deutschnationale Front, Frontkämpferverbände, Alldeutscher Verband, Adelsgenossenschaften, österreichische Angelegenheiten“
        - Dezernent: Kriminalpolizeirat Emil Berndorff, Zimmer 331
        - Vertreter: Kriminalkommissar Willy Litzenberg, Zimmer 330

      - Dezernat II 1 C 2: Opposition, Schwarze Front, Tannenbergbund mit allen Unterorganisationen, Jungdeutscher Orden, Klaus-Heim-Bewegung, Bund der Guoten, Bündische Jugend, Widerstandskreise
        - Dezernent: Kriminalkommissar Willy Litzenberg, Zimmer 330
        - Vertreter: Kriminalpolizeirat Emil Berndorff, Zimmer 331
        - Durchgangstagebuch: Polizeisekretär Grünberg, Zimmer 329
        - Außendienst der Dienststelle II 1 C: Kriminalbezirkssekretär Kade, Kriminalassistent Oder, Kriminalassistent Schulz, Kriminalassistent Schönrock, Kriminalangestellter Meese, Kriminalangestellter Rehfeldt, Kriminalassistent Marx, Kriminalassistent Ziegert, Kriminalangestellter Schoenesee, Kriminalangestellter Birkholz, Kriminalassistent Albrecht, Zimmer 325–327

    - Dienststelle II 1 D: Schutzhaft, Konzentrationslager
      - Leiter: Staatsanwaltschaftsrat Hans-Joachim Tesmer, Zimmer 32a
      - Bearbeiter für „Allgemeine Angelegenheiten, Verhängung, Bestätigung, Vollzug, Haftbeschwerde, Haftkontrolle, und Zentralnachweis über Schutzhaft“: Polizeiinspektor Samuel, Polizeiinspektor Kettnehofen, Polizeipraktikant Rettberg, Polizeisekretär Feussner, Zimmer 34
      - Bearbeiter für „Wirtschaftsverwaltung, Etat- und Kassenwesen der Konzentrationslager“: Amtsrat Piefke und Polizeipraktikant Böhlke sind zuständig, Zimmer 32
      - Durchgangstagebuch: Zimmer 33

    - Dienststelle II 1 E: Wirtschafts-, Agrar- und Sozialpolitik, Werksabotage und unpolitische Vereine
      - Leiter: Amtsrichter Rhode, Zimmer 109a
      - Dezernent Max Großkopf, Zimmer 109b
      - Bearbeiter Polizeiinspektor Ernst Storkebeaum, Zimmer 110
      - Außendienst: Kriminalbezirkssekretär Bunde, Zimmer 3
      - Durchgangstagebuch, Zimmer 110

    - Dienststelle II 1 F: Kartei, Leumund, Aktenverwaltung
      - Leiter: Polizeioberinspektor Paul Matzke, Zimmer 419
      - Dezernat II 1 F 1: Kartei und Leumund, Zimmer 427
      - Dezernat II 1 F 2: Aktenverwaltung, Zimmer 431

    - Dienststelle II 1 G: Erkennungsdienst
      - Leiter: Kriminalsekretär Bäber, Zimmer 437
      - Lichtbildstelle: Kriminalangestellter Krause, Zimmer 403
      - Handschriftensammlung: Kriminalangestellter Georg Dardaillon, Zimmer 436
      - Zeichenstelle: Kriminalangestellter auf Probe Tischler, Zimmer 435

    - Dienststelle II 1 H: Partei-, SA-, SS-, HJ- und BDM-Angelegenheiten (auch bezeichnet als: Angelegenheiten der Partei und der ihr angeschlossenen Verbände)
      - Leiter: Obersturmführer Josef Meisinger, Zimmer 416
      - Stellvertreter: Vertragsangestellter Max Häusserer, Zimmer 415
      - Innendienst: Polizeiinspektor Eppich, Zimmer 413
      - Leitung des Außendienstes: Kriminalbezirkssekretär Steffen, Zimmer 412
      - Registratur und Durchgangstagebuch: Zimmer 412
      - Dezernat II 1 H 1: Partei-, HJ-, BDM-Angelegenheiten
        - Dezernent: Bis zur endgültigen Regelung SS-Obersturmführer Josef Meisinger, Zimmer 415
        - Stellvertreter: Vertragsangestellter Max Häusserer, Zimmer 416
        - Bearbeiter der Parteiangelegenheiten: Kriminalassistent Klein, Zimmer 414, Kriminalassistent Heinrich Ploschke, Zimmer 417, Kriminalassistent Johann Weiermann, Zimmer 409, Kriminalassistent Erich Samerski, Zimmer 408, Kriminalangestellter Josef Pospischil, Zimmer 438.
        - Bearbeiter der HJ und BDM-Angelegenheiten: Kriminalsekretär Klude, Zimmer 409, Kriminalassistent Klaus, Zimmer 408, Kriminalassistent Hans Bordasch, Zimmer 407, Kriminalangestellter Kurt Brunow, Zimmer 438

      - Dezernat II 1 H 2: SS- und SA-Angelegenheiten
        - Dezernent: Vertragsangestellter Max Häusserer, Zimmer 416
        - Stellvertreter: SS-Obersturmführer Josef Meisinger, Zimmer 415
        - Bearbeiter für SA-Angelegenheiten: Kriminalassistent Wilcewski, Kriminalangestellter Wulff
        - Bearbeiter für SS-Angelegenheiten: Kriminalangestellter Klaube, Kriminalassistent Hein,
        - Zimmer 414, 417, 409, 408, 407 und 438

    - Sonderdezernat II 1 S: Nachbearbeitung der Röhm-Affäre[9]
      - Leiter: Hermann Behrends

  - Unterabteilung II 2: Presseabteilung
    - Leiter: Regierungsrat Hermann Gotthardt, Zimmer 200
    - Stellvertreter: Staatsanwalt Kurt Jaager, vorläufig Zimmer 200
    - Geschäftsstelle: Zur Zeit unbesetzt, Vertreter Polizeiinspektor Kryschak, Zimmer 201a
    - Aktenverwaltung: Polizeisekretär Brockmeier, PBA Burghardt, Kriminalangestellter Witt, Zimmer 204
    - Dienststelle II 2 A: Allgemeine Presseangelegenheiten und Inlandspresse
      - Leiter: Regierungsrat Hermann Gotthardt, Zimmer 200
      - Dezernat II 2 A 1: Pressepolizei
        - Dezernenten: Zur Zeit unbesetzt, Vertreter Polizeiinspektoren Leonhard Kryschak und Jessel, Zimmer 201a und 201
        - Referat a): Allgemeine Angelegenheiten der Pressepolizei (Durchführung des Presse-, Schriftleiter- und Reichskulturkammergesetzes, amtliche Mitteilungen an Presse und Rundfunk)
        - Referat b): Tägliche Presseübersicht
          - Referent: Kriminalangestellter von Sheven, Zimmer 202

        - Referat c): Bezug und Sammlung von Zeitungen, Fertigung, Versand und Zeitungsausschnitten (Zeitungsarchiv)
          - Referenten: Kriminalassistent auf Probe Fitzner, Kriminalassistent auf Probe Bartoll, Kriminalangestellter Heidrich, Kriminalangestellter Banach, Zimmer 203

        - Referat d): Pressekartei,
          - Kriminalsekretär Lux, Kriminalangestellter Fleck, Zimmer 434

        - Referat e): Bibliothek
          - Kriminalangestellter Müller, Kriminalangestellter Schmidt, kein Zimmer angegeben
          - umfasst: Vier Beamten als Referenten

      - Dezernat II 2 A 2:
        - Dezernent: Polizeiinspektor Jessel, Zimmer 201
        - Referat a): Pressepolizeiliche Behandlung und Auswertung der Inlandspresse und der inländischen Druckschriften;
          - Kriminalangestellter Neufert, Zimmer 201

        - Referat b): Überwachung der inländischen Journalisten, Schriftsteller und Verleger
          - unbesetzt

      - Dezernat II 2 A 3: ?
        - Dezernent: Polizeiinspektor Seidel, Zimmer 201
        - Referat a): Inländische Privat- und Pressekorrespondenz
        - Referat b): Filmsachen

    - Dienststelle II 2 B: Auslandspresse, Auslandsdruckschriften
      - Leiter: Staatsanwalt Jaager, vorläufig Zimmer 200
      - Dezernent II 2 B 1
        - Dezernent: Polizeiinspektor Kryschak, Zimmer 201a
        - Referat a): Pressepolizeiliche Bearbeitung und politische Auswertung der Auslandspresse und Ausland Druckschriften außer Polen;
          - Kriminalangestellter auf Probe Wölk, Zimmer 201a
          - 1) England, Frankreich, Österreich, Schweiz,
            - Kriminalangestellter von Scheven, Zimmer 202

          - 2) Holland, Dänemark, Schweden, Norwegen, Finnland, Tschechosko, Rumänien,
            - Polizeihauptmann Grahn, Zimmer 201a

          - 3) Russland und Randstaaten außer Finnland
            - Kriminalangestellter Heinrich von Oncken-Otte, Zimmer 202

          - 4) Italien
            - Kriminalangestellter Lerchenbaumer, Zimmer 203

        - Referat b): Überwachung ausländischer Journalisten, Verleger und Korrespondenzbüros
        - Referat c): Bezug und Versandt der verbotenen ausländische und Emigrantenpresse
          - Kriminalassistent auf Probe Knuhr, Kriminalangestellter Lechbaumer, Zimmer 203

      - Dezernat II 2 B 2
        - Dezernent: Polizeiinspektor Böhmer, Zimmer 202
        - Referat a): Bearbeitung der Politischen Presse
        - Referat b): Herausgeber des Gesamtüberblicks über die Politische Presse
          - Büroangestellter Engel, Zimmer 202

      - Dezernat II 2 B 3
        - Dezernent: Polizeiinspektor Seidel, Zimmer 201

      - Emigrantenpresse und Greuelpropaganda
      - Kriminalangestellter von Oncken-Otto, Zimmer 202

- Hauptabteilung III: Abwehrpolizei (auch Abwehramt genannt)[10]
  - Leiter: Oberregierungsrat Günther Patschowsky (seit 1935 Werner Best), Zimmer 219
    - Stellvertreter: Nicht genannt (wahrscheinlich Ernst Damzog), Zimmer 215
    - Vorzimmer: Nicht genannt, Zimmer 217
    - Bürovorsteher: Nicht genannt, Zimmer 227
    - Briefannahme des Abwehramtes: Nicht genannt, Zimmer 228
    - Kanzlei: Nicht genannt, Zimmer 236
    - Amtgehilfe: Nicht genannt, Zimmer 236
    - Abteilungswache: Nicht genannt, Zimmer 212

  - Hauptgeschäftsstelle III H: Bearbeitung der Generalien und Personalangelegenheiten, Auszeichnung der Eingänge für das Abwehramt
    - Leiter: Nicht genannt, Zimmer 227
    - Hauptbüro: Nicht genannt, Zimmer 228
    - Geheimregistratur: Nicht genannt, Zimmer 223

  - Unterabteilung III 1: Landesverrat und Spionageabwehr Ost
    - Leiter: Nicht genannt (identifiziert: Walter Kubitzky), Zimmer 229
    - Vorbearbeiter: Nicht genannt, Zimmer 214
    - Dezernat III 1 A: Polen, Danzig
      - Leiter: Nicht genannt (wahrscheinlich: Kurt Riedel), Zimmer 232

    - Vorbearbeiter: Nicht genannt, Zimmer 241
    - Dezernat III 1 B: Tschechoslowakei
      - Leiter: Nicht genannt, Zimmer 231
      - Vorbearbeiter: Nicht genannt, Zimmer 237

    - Dezernat III 1 C: Russland und östliche Randstaaten
      - Leiter: Nicht genannt (eventuell Heinz Fenner), Zimmer 234
      - Vorbearbeiter: Nicht genannt, Zimmer 239

    - Dezernat III 1 D: Marine und Küstenschutz, Landesverrat durch die Presse, sonstiges Ausland soweit nicht Spezialdezernat, unbekanntes Angriffsland
      - Leiter: Nicht genannt, Zimmer 235
      - Vorbearbeiter: Nicht genannt, Zimmer 220

  - Unterabteilung III 2: Landesverrat und Spionageabwehr Westen
    - Leiter: Nicht genannt, Zimmer 230
    - Vorbearbeiter: Nicht genannt, Zimmer 214
    - Dezernat III 2 A: Frankreich, Belgien, Schweiz
      - Leiter: Nicht genannt (identifiziert: Herbert Fischer), Zimmer 233
      - Vorbearbeiter: Nicht genannt, Zimmer 245

    - Dezernat III 2 B: Italien, Österreich, Ungarn, Balkanstaaten, Luftfahrtangelegenheiten, Werk- und Wirtschaftsspionage
      - Leiter: Nicht genannt, Zimmer 235
      - Vorbearbeiter: Nicht genannt, Zimmer 242

    - Dezernat III 2 C: Amerika, Holland, England, Skandinavische Länder, Reichswehr, SS, SA
      - Leiter: Nicht genannt (identifiziert: Kriminalrat Ernst Schambacher), Zimmer 218
      - Vorbearbeiter: Nicht genannt (u. a. Grothe), Zimmer 218

    - Dezernat III 2 D: Pazifisten, Separatisten, Deserteure, Fremdenlegionäre, Refraktäre
      - Leiter: Nicht genannt, Zimmer 216
      - Vorbearbeiter: Nicht genannt, Zimmer 216

  - Unterabteilung III 3: „Bearbeitung aller politisch bedeutsamen Auslandsnachrichten nicht abwehrpolizeilicher Natur“
    - Leiter: Nicht genannt, Zimmer 213
    - Vorbearbeiter: Nicht genannt, Zimmer 211
    - Dezernat III 3 A: Auslandsinformation
      - Leiter des Außendienstes: Nicht genannt, Zimmer 213
      - Bearbeiter: Nicht genannt, Zimmer 210

    - Dezernat III 3 B: Bearbeitung aller politisch bedeutsamen Nachrichten aus dem Saargebiet nicht abwehrpolizeilicher Natur
      - Leiter: Nicht genannt, Zimmer 207
      - Bearbeiter: Nicht genannt, Zimmer 208

  - Unterabteilung III 4: Karteien, Statistiken, Personalaktenverwaltung, Erkennungsdienst, Laboratorium Lehrmittelsammlung
    - Leiter: Nicht genannt, Zimmer 233a
    - Vorbearbeiter: Nicht genannt, Zimmer 222
    - Kartei: Nicht genannt, Zimmer 224

### Geschäftsverteilungsplan vom 1. Oktober 1935
- Chef der Geheimen Staatspolizei: Der Preußische Ministerpräsident (i. e. Hermann Göring)
- Stellvertretender Chef und Inspekteur: Reichsführer SS Heinrich Himmler, Zimmer 153
  - Stellvertretender Inspekteur: Gruppenführer Reinhard Heydrich, Zimmer 154
  - Adjutant: Hauptmann der Schutzpolizei Hans Heinrich Frodien, Zimmer 150

- Leiter des Geheimen Staatspolizeiamtes: SS-Gruppenführer Reinhard Heydrich, Zimmer 154
  - Stellvertreter: SS-Standartenführer Oberregierungsrat Werner Best, Zimmer 23
  - Adjutantur: SS-Obersturmbannführer Hauptmann der Schutzpolizei Max Staudinger, Zimmer 154, Oberleutnant der Schutzpolizei Kurt Pomme, Zimmer 154, Oberleutnant der Schutzpolizei Willy Suchanek, Zimmer 154, SS-Untersturmführer Hans Daufeldt, Zimmer 150

- Verwaltungsdirektor: SS-Obersturmführer Polizeirat Edmund Trinkl, Zimmer 115
- Hauptregistratur und Absendestelle
  - Leiter: SS-Obersturmführer Polizeiinspektor Helmut Pommerening, Zimmer 134
  - Stellvertreter: Ministerial Burdach, Zimmer 135
  - Absendung: Zimmer 138
  - Druckerei: Zimmer 112
  - Buchbinderei: Zimmer 110
  - Nachrichtenübermittlung: SS-Obersturmführer Polizeiinspektor Walter, Zimmer 114
  - Technischer Berater: Verwaltungsangestellter Klehnert, Zimmer 122
  - Fernschreiber: Zimmer 111
  - Aufschreibestelle: Zimmer 112
  - Referent für Kraftfahrwesen: SS-Obersturmbannführer Hauptmann der Schutzpolizei Max Staudinger, Zimmer 154
  - Fahrdienstleiter: SS-Obersturmführer Benedikt Karg, Zimmer 36
  - Kassenpfleger: SS-Obersturmführer Polizeirat Edmund Trinkl, Zimmer 115
    - Stellvertreter: Polizeirat Langr, Zimmer 118

  - Rechnungsrevisor: Polizeirechnungsrevisor v reivers, Zimmer 1
  - Kasse:
    - Leiter: Oberrentmeister Ider, Zimmer 51
    - Vertreter: Polizeiinspektor Schulze, Zimmer 52
    - Kassirer: Polizeiinspektor Wetzel, Zimmer 51

- Hauptabteilung I
  - Leiter: SS-Standarten Oberregierungsrat Werner Best, Zimmer 23
  - Vorzimmer: SS-Rottenführer Freese, Zimmer 24
  - Vertreter des Leiters: Oberregierungsrat Schaper, Zimmer 26
  - Hauptgeschäftsstelle I: Polizeiamtmann Karl Tent, Zimmer 27
    - Referat I A: Organisation und Geschäftsbetrieb der Zentralbehörde, Personalangelegenheiten der mittleren und unteren Beamten, Angestellten und Lohnempfänger der Zentralbehörde,
      - Referent: SS-Obersturmführer: Polizeirat Edmund Trinkl, Zimmer 115

    - Referat I B: Etatsangelegenheiten der Geheimen Staatspolizei
      - Referent: Oberregierungsrat Schaper, Zimmer 26
      - Hilfsreferent: PR Langer, Zimmer 118

    - Referat I C: Wirtschaftsangelegenheiten der Geheimen Staatspolizei und Etatsangelegenheiten der Zentralbehörde
      - Referent: Polizeirat Arnold Kreklow, Zimmer 129

    - Referat I D: Organisation und Geschäftsbetrieb der Staatspolizei, Außendienst und Grenzdienststellen und der gemeinsamen Maßnahmen für die Zentral-Behörde und Staatspolizeistellen, außer Preußische
      - Referent: Regierungsrat Wilhelm Bonatz, Zimmer 25

    - Referat I E: Personalangelegenheiten mit Ausnahme der mittleren und unteren Beamten, Angestellten und Lohnempfänger der Zentralbehörde
      - Referent: Oberregierungsrat Schaper, Zimmer 26
      - Hilfsreferent: Polizeiamtmann Karl Tent, Zimmer 27

    - Referat I F: außerpreußische Politische Polizei
      - Referent: Regierungsrat Wilhelm Bonatz, Zimmer 25

    - Referat I G: Materielles Recht der Politische Polizei
      - Referent: Polizei- und Regierungsrat Hans-Joachim Tesmer, Zimmer 39a

    - Referat I H: Beschlagnahme und Einziehung des Vermögens, staatsfeindliche Personen und Organisation
      - Referent: Gerichtsassessor Emanuel Schäfer, Zimmer 16

    - Referat I J: Justitiariat und Disziplinare Prüfung und Erledigung geltend gemachter Schadensersatzansprüche
      - Gerichtsassessor Paul Mylius, Zimmer 39

    - Referat I K: Besondere Organisationsangelegenheiten
      - Assessor Heiderich, Zimmer 16

    - Referat I L: Ausländische politische Polizeien
      - Assessor Paul Hugo Biederich, Zimmer 16

    - Kanzlei: Zimmer 8
- Hauptabteilung II
  - Leiter: SS-Gruppenführer Reinhard Heydrich, Zimmer 154
  - Unterabteilung II 1: Kommunisten, Marxisten, Nationalbolschewisten, Anarchisten, Syndikalisten, konfessionelle Verbände, Juden, Freimaurer, Emigranten, Opposition, Reaktion, Parteiangelegenheiten, Schutzhaft, Wirtschaftsangelegenheiten Archiv, Erkennungsdienst, Waffensachen
    - Leiter: SS-Hauptsturmführer Reinhard Flesch, Zimmer 349
    - Vertreter: SS-Hauptsturmführer Heinrich Müller, Zimmer 313

  - II 1 Hauptgeschäftsstelle: Generalien, Geschäftsführung, Personalangelegenheiten, Geschäftsbedürfnisse, Raumbedarf usw.
    - Polizeioberinspektor Zimmermann, Zimmer 348

  - II 1: Berichterstattung, Lageberichte, Tagesmeldungen, Abreirichtlinien
    - Gerichtsassessor Kleykamp, Zimmer 433

  - II 1 W: Technische Waffenstelle
    - Polizeiwaffenmeister Schellien, Zimmer 435

  - II 1 zbv: Sonderaufträge, Beobachtungen, Attentate, Waffen und Sprengstoffsachen
    - Kriminalkommissar Alwin Wipper, Zimmer 15

  - Dauerdienst, Zimmer 5
  - Dienststelle II 1 A: Kommunistische und marxistische Bewegung und deren Nebenbewegungen
    - Leiter: SS-Hauptsturmführer Heinrich Müller, Zimmer 313
    - Vertret: Regierungsrat Reinhold Heller, Zimmer 315
    - Geschäftsbereich II 1 A I: Kommunismus, außer Marxismus und Nebenorganisationen, Zersetzung
      - Leiter: Regierungsrat Reinhold Heller, Zimmer 315
      - Dezernat II 1 A 1: Kommunismus, außer Marxismus und Nebenorganisation
        - Kriminalkommissar Wandel, Zimmer 321

      - Dezernat II 1 A 3: Zersetzung, Betriebsarbeit der KPD, Apparat der KPD
        - Kriminalkommissar Kurt Geißler, Zimmer 323

    - Geschäftsbereich II 1 A II: Marxismus außer KPD und Nebenorganisationen, Komintern, GPU, rechtsrussische Bewegung usw.
      - Leiter: Kriminalrat Bürmann, Zimmer 316
      - Dezernat II 1 A 2: Marxismus außer KPD und Nebenorganisationen
        - Kriminalkommissar Bruno Sattler, Zimmer 335

      - Dezernat II 1 A 5: Komintern, GPU, russische ksotnrutionen rechtsrussische Bewegung, deutsche Rückwanderer aus der UdSSR, Ausländerregistratur
        - Kriminalkommissar Alfred Martin, Zimmer 312

      - Dienststelle II 1 B: Kirchen, konfessionelle Verbände, Juden, Sekten, Freimaurer, Emigranten
        - Leiter: SS-Hauptsturmführer Reinhard Flesch, Zimmer 349
        - Dezernat II 1 B 1: Kirchen, konfessionelle Verbände, Sekten, egri
          - Assessor Hartmann, Zimmer 352

        - Dezernat II 1 B 2: Juden, Freimaurer, Emigranten
        - Regierungsrat Karl Hasselbacher, Zimmer 305

      - Dienststelle II 1 C: Reaktion, Opposition, Angelegenheiten, österreichische Flüchtlinge
        - Leiter: SS-Obersturmführer Franz Josef Huber, Zimmer 423
        - Dezernat II 1 C 1 Reaktion
          - Kriminalrat Emil Berndorff, Zimmer 424

        - Dezernat II 1 C 2: Opposition
          - Kriminalrat Willy Litzenberg, Zimmer 425

        - Dezernat II 1 C 3: Österreichische Angelegenheiten
          - SS-Obersturmführer Franz Josef Huber, Zimmer 423

      - Dienststelle II 1 D: Schutzhaft, Konzentrationslager
        - Kriminalrat Karl Futh, Zimmer 201

      - Dienststelle II 1 E: Wirtschaft, Agrar- und Sozialpolitik, Werksabotage und Politische Vereine
        - Gerichtsassessor Felis, Zimmer 105

      - Dienststelle II 1 F: Kartei, Leumund, Aktenverwaltung
        - Polizeioberinspekteur Müller, Zimmer 347

      - Dienststelle II 1 G: Erkennungsdienst
        - Kriminalsekretär Böber, Zimmer 432

      - Dienststelle II 1 H: Partei-, SS-, SA-, HJ-, BDM-, NSKK-Angelegenheiten
        - Kriminalrat Josef Meisinger, Zimmer 411
        - Vertreter: Max Häusserer, Zimmer 409
        - Dezernat II 1 H 1: Partei-, HJ-, BDM-Angelegenheiten
          - Kriminalrat Josef Meisinger, Zimmer 41

        - Dezernat II 1 H 2: SA-, SS-, NSKK-Angelegenheiten
          - Angestellter Max Häusserer, Zimmer 409

        - Dezernat II 1 H 3: Bekämpfung staatsfeindlicher und staatsgefährdender Organisationen und Erscheinungen soweit dies im staatlichen Interesse liegt
          - Kriminalkommissar Kanthack, Zimmer 429

        - Dezernat II 1 S: Sonderdezernat
          - Kriminalrat Josef Meisinger, Zimmer 411

  - Unterabteilung II 2: Presseangelegenheiten
    - Leiter: Regierungsrat Hermann Gotthardt, Zimmer 248
    - Vertreter Staatsanwalt Kurt Jaager, Zimmer 253
    - II 2 Hauptgeschäftsstelle: Generalien, Geschäftsführung, alle Personalangelegenheiten, Geschäftsbedürfnisse, Raumbedarf usw.
      - Polizeioberinspektor Franz Nyncke, Zimmer 249
      - Registratur: Polizeisekretär Brockmeier, Zimmer 247

    - Referat II 2 A: Allgemein, Presseangelegenheiten,
      - Regierungsrat Hermann Gotthardt, Zimmer 248

    - Referat II 2 B: Inlandspresse und Inlandsschrifttum mit Ausnahme der kirchlichen-konfessionellen Presse
      - Regierungsrat Hermann Gotthardt, Zimmer 248

    - Referat II 2 C: Kirchlich-konfessionelle Presse
      - SS-Obersturmführer Fritz Rang, Zimmer 253

    - Referat II 2 D: Inländische Korrespondenzen, Schriftleiter, Schriftsteller und Berichterstatter
      - Regierungsrat Hermann Gotthardt, Zimmer 248

    - Referat II 2 E: Allgemeine Angelegenheiten der Auslandspresse und des Auslandschrifttums sowie West- und außereuropäische Presse
      - Staatsanwalt Kurt Jaager, Zimmer 253

    - Referat II 2 F: Osteuropäische Presse
      - Staatsanwalt Kurt Jaager, Zimmer 253

    - Referat II 2 G: Emigrantenpresse und Greuelpropaganda
      - Staatsanwalt Kurt Jaager, Zimmer 253

    - Referat II 2 H: Film, Theater, Kunst und Wissenschaft
      - SS-Obersturmführer Fritz Rang, Zimmer 253

    - Referat II 2 J: Bücherei, Lektorat der Pressepolizei und Bearbeitende Bücher
    - vert Angestellter Zwade (wahrscheinlich Erich Walter Zwade), Zimmer 245/46[11]

- Hauptabteilung III: Abwehramt
  - Leiter: Nicht genannt [i. e. Werner Best], Zimmer 210
  - Vertret des Leiters Regierungsrat Ernst Damzog, Zimmer 208
  - Vorzimmer, Zimmer 209
  - III zbv: Auswertung,
    - Kriminalkommissar Henschel Zimmer 205

  - Hauptgeschäftsstelle: Generalien, Organisation, Personal- und Wirtschaftsangelegenheiten, Geschäftsführung, Geschäftsbedürfnisse, Raumbedarf, Postüberwachung, entlassene aus Wehrmacht und politische Verwaltung der Akten der in abwehrpolitischer Hinsicht hervorgetretenen Personen, Abwehrregistratur, Kanzlei, Absendung, Wache
    - Polizeioberinspektor Janne, Zimmer 217
    - Polizeiinspektor Rettberg, Zimmer 218
    - Hauptbüro, Zimmer 218
    - Personalaktenverwaltung Polizeiinspektor Rettberg, Zimmer 218
    - Beamte, Zimmer 212
    - Abwehrregistratur, Zimmer 326
    - Unterabteilungsregistratur, Zimmer 237
    - Kanzlei, Zimmer 226
    - Absendung, Zimmer 226
    - Wache, Zimmer 242

  - Unterabteilung III 1: Landesverrat und Spionage, Abwehr Osten
    - Leiter: Kriminalrat Walter Kubitzky, Zimmer 219
    - Dezernat III 1 A: Polen und Danzig
      - Dezernent: Kriminalkommissar Fritz Bolle, Zimmer 224

    - Dezernat III 1 B: Tschechoslowakei
      - Dezernent: Kriminalkommissar Berger, Zimmer 221

    - Dezernat III 1 C: Russland, östliche Randstaaten
      - Dezernent: Kriminalkommissar auf Probe Heinz Fenner, Zimmer 234

    - Dezernat III 1 D: Marine, Küstenschutz, Landesverrat sonstige Ausland sowie unbekannte Angriffsländer
      - Dezernent: Kriminalkommissar Mischke, Zimmer 204

  - Unterabteilung III 2: Landesverrat und Spionageabwehr Westen
    - Leiter: Kriminalrat Hubert Geissel, Zimmer 220
    - Dezernat III 2 A: Frankreich, Belgien, Schweiz
      - Dezernent: Kriminalkommissar Herbert Fischer, Zimmer 223

    - Dezernat III 2 B: Italien, Österreich, Ungarn, Balkanstaaten, Werk- und Wirtschaftsspionage
      - Dezernent: Kriminalbezirkssekretär Lehmann, Zimmer 225

    - Dezernat III 2 C: Amerika, Holland, England, Skandinavische Länder, Wehrmacht, SS, SS
      - Dezernent: Kriminalrat Ernst Schambacher, Zimmer 222
      - Sachbearbeiter: Polizeisekretär Bruno Grothe

    - Dezernat III 2 D: Landesverrat, Pazifisten, Separatisten, Deserteure, Fremdenlegionäre, Refraktäre
      - Kriminalkommissar Erich Lipik, Zimmer 239

    - Dezernat III 2 E: Luftfahrangelegenheiten
      - Dezernent: Kriminalkommissar Seyler, Zimmer 205

  - Unterabteilung III 3
    -       - Dezernat III 3 A: Allgemeine Abwehr und Vorbedeutungsmaßnahmen, Sonderaufträge
        - Dezernent: Kriminalrat Erich Graes, Zimmer 206

      - Dezernat III 3 B: Ausländer und Grenzkontrolle
        - Dezernent: Polizeiinspektor Förster, Zimmer 202

      - Dezernat III 3 C: Minderheiten innerhalb des Reichsgebietes
        - Dezernent: Polizeiinspektor Maluche und Polizeiinspektor Karosch, Zimmer 202

  - Unterabteilung II 4: Nachrichtenwesen, Kartei, Statistik und Lehrmittelsammlung
    - Leiter: Kriminalrat Klapper, Zimmer 203
    - Kriminalkommissar auf Probe Krüge, Zimmer 214
    - Nachrichtenwesen, Kartei, Zimmer 215
    - Statistik, Lehrmittelsammlung, Zimmer 213
    - Außendienst, Zimmer 213

#### Nachtrag
Infolge einer Verfügung Himmlers vom Oktober 1935 wurde zum 26. Oktober 1935 eine Abteilung IV als technische Abteilung dem bestehenden Geschäftsverteilungsplan hinzugefügt. Dabei wurden die bisherigen Posten Sturmbannführer Staudinger, Zimmer 154, Nachrichtenübermittlung bis Fahrdienstleiter und II 1 W gestrichen und in diese neue Abteilung verlegt.
- Abteilung IV: Technische Abteilung
  - Leiter: SS-Sturmbannführer Hauptmann der Schutzpolizei Walter Staudinger, Zimmer 37
  - Vertreter: Friedrich Pradel
  - Hauptgeschäftsstelle IV: leer
  - Dienststelle IV A: Kraftfahrwesen
    - Leiter: SS-Obersturmführer Benedikt Karg, Zimmer 36

  - Dienststelle IV B: Nachrichtenwesen und Übermittlung
    - Leiter: SS-Obersturmführer Polizeiinspektor Walter, Zimmer 114

  - Technischer ?
    - Angestellter Klenert, Zimmer 122

  - Dienststelle IV C: Flugwesen
    - Leiter: Flugkapitän Leopold

  - Dienststelle IV D: Technische Waffenstelle
    - Leiter: Polizeiwaffenmeister Schellien, Zimmer 435

### Geschäftsverteilungsplan des Hauptamtes Sicherheitspolizei vom 31. Juli 1936
- Chef der Sicherheitspolizei: SS-Gruppenführer Reinhard Heydrich
  - Vertreter: SS-Standartenführer Regierungsdirektor Werner Best
  - Adjutant (Persönliches Büro P): Hauptmann der Schutzpolizei Kurt Pomme, Hauptmann der Schutzpolizei Willy Suchanek, SS-Obersturmführer Hans-Hendrik Neumann
  - Hauptbüro SHB,
  - Leiter: SS-Hauptsturmführer Polizeirat Edmund Trinkl
  - Sachgebiet A: Geschäfte der Bürodirektors
    - Edmund Trinkl

  - Sachgebiet B: Personalangelegenheiten der mittleren und unteren Beamten, Angestellten und Lohnempfänger des Hauptamtes Sicherheitspolizei
    - Referent: Edmund Trinkl

  - Sachgebiet C: Geschäftsbetrieb des Hauptamtes Sicherheitspolizei:
    - Referent: Edmund Trinkl

  - Sachgebiet D: Raumverteilung des Hauptamtes Sicherheitspolizei
    - Referent: Edmund Trinkl

  - Sachgebiet E: Geschäftbedarf des Hauptamtes Sicherheitspolizei
    - Referent: Edmund Trinkl
    - Hilfsreferent: Arnold Kreklow
- Amt Verwaltung und Recht V
  - Chef: Standartenführer Regierungsdirektor Werner Best
  - Referat V 1: Organisation und Recht
    - Referent: Oberregierungsrat Karl Zindel
    - Sachgebiet A: Aufbau des Hauptamtes Sicherheitspolizei
      - Referent: Oberregierungsrat Karl Zindel
      - Hilfsreferent: Wilhelm Bonatz
      - zugeteilt: Polizeiinspekteur Kurt Borth

    - Sachgebiet B: Zuständigkeit der Geheimen Staatspolizei und der Kriminalpolizei im Reich und in den Ländern; Staatsprüfung; Geschäftsverteilungsplan
      - Referent: Karl Zindel
      - Hilfsreferent: Wilhelm Bonatz und Regierungsassessor Helmut Tanzmann
      - zugeteilt: Polizeiinspektor Kurt Borth

    - Sachgebiet C: Ausweiswesen
      - Referent: Karl Zindel
      - Hilfsreferent Helmut Tanzmann

    - Sachgebiet D: Einziehung von Vermögen, Feststellung von Staatsfeindlichkeit
      - Referent: Karl Zindel
      - Hilfsreferent: Regierungsassessor Schaefer
      - zugeteilt: Polizeiinspektor Jeseke

    - Sachgebiet E: Missbrauch nationaler Symbole
      - Referent:Karl Zindel
      - Hilfsreferent: Schaefer
      - zugeteilt: Polizeiinspektor Jeseke

    - Sachgebiet F: Straflöschung, Auskunft aus Polizeilisten
      - Referent: Karl Zindel
      - Hilfsreferent: Schaefer

    - Sachgebiet G: Allgemeine Vorschriften über Eingriffe in das Post- und Fernmeldegeheimnis sowie über beschlagnahmte Postscheckkonten;
      - Referent: Karl Zindel
      - Hilfsreferent: Schaefer
      - Regierungsassessor Heinz Ehaus

    - Sachgebiet H: Justitiarangelegenheiten, Schadensersatzansprüche
      - Referent: Karl Zindel
      - Regierungsassessor: Paul Mylius

    - Sachgebiet I: Polizeigefängnisse und Gefangenentransportwesen:
      - Referent: Karl Zindel
      - zugeteilt: Amtsrat Schuster

    - Sachgebiet J: Personalangelegenheiten der weiblichen Polizeigefängnisaufsichtsbeamten
      - Referent: Karl Zindel, Schuster

    - Sachgebiet K: Mitwirkung nicht Angelegenheiten der Haltungspolizei
      - Referent: Karl Zindel
      - Hilfsreferent: Regierungsassessor Helmut Tanzmann
      - Sachgebiet L: Zusammenarbeit des Hauptamtes Sicherheitspolizei mit den oberen Reichsbehörden und Parteistellen, mit den anderen Abteilungen des Ministeriums, mit dem Hauptamt Ordnungspolizei
        - Referent: Karl Zindel
        - Hilfsreferent: Regierungsassessor Heinz Ehaus

      - Sachgebiet M: Mitwirkung bei allen grundsätzlichen Erlassen innerhalb des Sicherheitspolizeiamtes:
        - Referent: Karl Zindel
        - Hilfsreferent: Heinz Ehaus

  - Referat V 2: Haushalt
    - Referent: Oberregierungsrat Hans-Joachim Tesmer
      - Sachgebiet A: Haushalt der preußischen Geheimen Staatspolizei
        - Referent: Oberregierungsrat Rudolf Siegert

      - Sachgebiet B: Mitwirkung in den übrigen Haushaltsfragen
        - Referent: Oberregierungsrat Rudolf Siegert
        - Sachgebiet AA: soweit die Politische Polizei berührt wird
          - Referent: Oberregierungsrat Rudolf Siegert
          - Hilfsreferent: Assessor Kernert

        - Sachgebiet BB: soweit die staatliche Kriminalpolizei berührt wird
          - Referent: Regierungsdirektor Thiele
          - Hilfsreferent: Amtsrat Schuster

        - Sachgebiet C: Wirtschaftliche Angelegenheiten des Hauptamtes Sicherheitspolizei und der Preußischen Gestapo:
          - Referent: Oberregierungsrat Rudolf Siegert
          - zugeteilt: Amtsrat Schuster und Polizeirat Arnold Kreklow

        - Sachgebiet D: Mitwirkung an den Wirtschaftsfragen, die im Hauptamt Ordnungspolizei bearbeitet werden, sowie die Sicherheitspolizei berühren, insbesondere in den Fragen der Besoldung, Reise- und Umzugskosten und des Geschäftsbedarfs;
          - Referent: Oberregierungsrat Rudolf Siegert
          - Hilfsreferent: Arnold Kreklow (der utnersu ??? Beihilfe, dr unkeu ??? der Versorgung)

  - Referat V 3: Personal I
    - Referent: Oberregierungsrat Hans-Joachim Tesmer
    - Sachgebiet A: Personalsachen der Beamten des Hauptamtes Sicherheitspolizei soweit sie nicht im Hauptbüro bearbeitet werden
      - Referent: Oberregierungsrat Hans-Joachim Tesmer

    - Sachgebiet B: Personalsachen der Beamten der Politischen Polizei:
      - Referent: Oberregierungsrat Hans-Joachim Tesmer

    - Sachgebiet C: Nichtbeamtete Hilfskräfte der Politischen Polizei
      - Referent: Hans-Joachim Tesmer

    - Sachgebiet D: Mitwirkung an den Personalsachen der Polizeipräsidenten und Polizeidirektoren
      - Referent: Hans-Joachim Tesmer

    - Sachgebiet E: Disziplin und Beschwerdesachen gegen Beamte des Hauptamtes der Sicherheitspolizei und der Politischen Polizei
      - Referent: Hans-Joachim Tesmer
      - Hilfsreferent Regierungsassessor Paul Mylius

  - Referat V 4: Personal II
    - Referent: Landeskriminaldirektor Thiele
    - Sachgebiet A: Personalsachen der Beamten der staatlichen Kriminalpolizei
      - Referent: Thiele,
      - zugeteilt: Eichler

    - Sachgebiet B: Nichtbeamtete Hilfskräfte im staatlichen Kriminaldienst
      - Referent: Thiele
      - zugeteilt: Amtsrat Schuster

    - Sachgebiet C: Abwicklung der Verfahren nach dem Berufsbeamtengesetz
      - Referent: Thiele
      - zugeteilt: Kriminalkommissar Baum

    - Sachgebiet C: Disziplinar- und Beschwerdesachen gegen Beamte der Kriminalpolizei
      - Referent: Thiele
      - Hilfsreferent: Regierungsassessor Paul Mylius

  - Referat V 5: Ausbildung
    - Referent: Thiele
    - Sachgebiet A: Laufbahnbestimmung
      - Referent: Landeskriminaldirektor Johannes Thiele
      - Hilfsreferent: Wilhelm Bonatz
      - zugeteilt: Kriminalkommissar

    - Sachgebiet B: Schule und Polizeiinstitut
      - Referent: Landeskriminaldirektor Johannes Thiele
      - Hilfsreferent: Wilhelm Bonatz
      - zugeteilt: Kriminalkommissar

    - Sachgebiet C: Weiterbildung der Beamten der Politischen Polizei und der Kriminalpolizei
      - Referent: Landeskriminaldirektor Johannes Thiele
      - Hilfsreferent: Wilhelm Bonatz
      - zugeteilt: Kriminalkommissar

    - Sachgebiet D: Politischpolizeiliche- und Kriminalpolizeiausbildung der Beamten der Gendarmerie und der Gemeindepolizei
      - Referent: Landeskriminaldirektor Johannes Thiele
      - Hilfsreferent: Wilhelm Bonatz
      - zugeteilt: Kriminalkommissar

    - Sachgebiet E: Schiessausbildung
      - Referent: Landeskriminaldirektor Johannes Thiele
      - Hilfsreferent: Wilhelm Bonatz
      - zugeteilt: Kriminalkommissar

    - Sachgebiet F: Sport
      - Referent: Landeskriminaldirektor Johannes Thiele
      - Hilfsreferent: Wilhelm Bonatz
      - zugeteilt: Kriminalkommissar

    - Sachgebiet G: Weltanschauliche Schulung
      - Regierungsassessor Harmann
      - Hilfsreferent

  - Referat V 6: Passwesen und ausländisches Polizeiwesen
    - Referent: Ministerialrat Krause
    - Sachgebiet A: Allgemeine und grundsätzliche Regeln
      - Referent: Ministerialrat Krause
      - Hilfsreferent: Wolfgang Wetz
      - zugeteilt: Amtsrat Wilke

    - Sachgebiet B: Zwischenstaatliches Recht. Besonders Verträge mit Fremden Staaten über den kleinen Grenzverkehr
      - Referent: Ministerialrat Krause
      - Hilfsreferent: Wolfgang Wetz
      - zugeteilt: Polizeiinspektor Richter

    - Sachgebiet C: Ausländermeldewesen
      - Referent: Ministerialrat Krause
      - Hilfsreferent: Wolfgang Wetz
      - zugeteilt: Polizeiinspektor Richter

    - Sachgebiet D: Grenzüberwachung
      - Referent: Ministerialrat Krause
      - Hilfsreferent: Wolfgang Wetz
      - zugeteilt: Polizeiinspektor Richter

    - Sachgebiet E: Ausländische Arbeit
      - Referent: Ministerialrat Krause
      - Hilfsreferent: Wolfgang Wetz
      - zugeteilt: Polizeiinspektor Richter

    - Sachgebiet F: Fremdenverkehr, Reichsausschuss
      - Referent: Ministerialrat Krause
      - Hilfsreferent: Wolfgang Wetz
      - zugeteilt: Polizeiinspektor Richter

    - Sachgebiet G: Abwicklung der Österreichsperre
      - dies, roj schau

    - Sachgebiet H: Beteiligung an den allgemeinen Bestimmungen zur Rückkehr von Emigranten
      - Referent: Kraus
      - Hilfsrefent: Wolfgang Wetz
      - niemand zugeteilt

    - Sachgebiet I: Beteiligung an der Bearbeitung von Grenzzwischenfällen
      - Referent: Kraus
      - Hilfsrefent: Wolfgang Wetz
      - niemand zugeteilt

    - Sachgebiet J: Beteiligung an den allgemeinen Bestimmungen über Auslieferung von Ausländern
      - Referent: Kraus
      - Hilfsrefent: Wolfgang Wetz
      - niemand zugeteilt

- Amt Politische Polizei
  - Chef: Reinhard Heydrich
  - Vertreter für den Geschäftsbereich innerpolitische Polizei: SS-Sturmbannführer Heinrich Müller
  - Vertreter für den Geschäftsbereich Abwehrpolizei: Regierungsdirektor Werner Best
  - Innerpolitische Polizei
  - Referat II A: Kommunismus und andere marxistische Gruppen
    - Referent: Regierungsrat Reinhold Heller

  - Sachgebiet: Kommunismus und andere marxistische Gruppen
    - Referent: Regierungsrat Reinhold Heller
    - zugeteilt: Kriminalkommissar Wandel, Kurt Geißler, Erwin Sattler, Erich Schröder

  - Referat II B: Kirchen und konfessionelle Verbände, Juden, Freimaurer, Emigranten
    - Referent: Regierungsrat Karl Hasselbacher
    - Sachgebiet A: Kirchen und konfessionelle Verbände
      - Referent: Regierungsrat Karl Hasselbacher
      - Hilfsreferent: Assessor Karl-Heinz Rux

    - Sachgebiet B: Sekten
      - Referent: Regierungsrat Karl Hasselbacher
      - Hilfsreferent: Assessor Karl-Heinz Rux

    - Sachgebiet C: Juden
      - Referent: Regierungsrat Karl Hasselbacher
      - Hilfsreferent: Assessor Karl-Heinz Rux

    - Sachgebiet D: Einreise von Ostjuden, Erteilung von Dauersichtvermerken an Ostjuden (eingehender Fragebogen nach Erteilung von Sichtvermerken)
      - Referent: Regierungsrat Karl Hasselbacher
      - Hilfsreferent: Assessor Karl-Heinz Rux
      - Regierungsassessor Hammer

    - Sachgebiet E: Logenangelegenheiten, Freimaurer, Ordenswesen
      - Referent: Karl Hasselbacher
      - Regierungsassessor Hammer

    - Sachgebiet E: Emigranten, allgemeine Bestimmungen über die Rückkehr von Emigranten, Einzelfälle
      - Referent: Karl Hasselbacher
      - Hilfsreferent: Hammer

- - Referat II C: Rechtsopposition
    - Referent: SS-Hauptsturmführer Franz Josef Huber
    - Sachgebiet: Opposition
      - Referent: Franz Josef Huber
      - Hilfsreferent: Kriminalrat Emil Berndorff und Kriminalrat Willy Litzenberg

    - Referat II D: Schutzhaft, KL
      - Referent: Kriminalrat Karl Futh
      - Sachgebiet: Schutzhaft und KL
        - Referent: Kriminalrat Karl Futh

  - Referat II E: Wirtschafts-, Agrar- und Sozialpolitische Angelegenheiten, Vereinswesen
    - Referent: SS-Sturmbannführer Heinrich Müller
    - Sachgebiet: Wirtschafts-, Agrar- und Sozialpolitische Angelegenheiten, Vereinswesen
      - Referent: SS-Sturmbannführer Heinrich Müller
      - Hilfsreferent: Regierungsassessor Heinrich Fehlis

  - Referat II H: Angelegenheiten der Partei, ihrer Gliederungen und angeschlossenen Verbände
    - Referent: Kriminalrat Josef Meisinger
    - Referat II I: Angelegenheiten der Partei, ihrer Gliederungen und angegliederten Verbände
      - Referent: Kriminalrat Josef Meisinger
      - Hilfsreferent: Assessor Eduard Jedamzik
      - zugeteilt: Kriminalkommissar Mosig und Ludwig Neubourg

    - Referent II J: Ausländische Politische Polizeien
      - Referent: SS-Sturmbannführer Heinrich Müller
      - zugeteilt: Scholz

    - Referat II Ber: Lagerberichte, Tagesmeldungen
      - Referent: SS-Sturmbannführer Müller
      - Hilfsreferent: Regierungsassessor Sander

    - Referat II P: Presse (Presse und Druckschriftenwesen, Film, Theater, Kunst und Wissenschaft)
      - Referent: Regierungsrat Klein
      - Hilfsreferent: Regierungsassessor Wymann, SS-Obersturmführer Fritz Rang

### Geschäftsverteilungsplan des Hauptamtes Sicherheitspolizei vom 1. Januar 1938
R 58/840, Bl. 122–152
- Chef der Sicherheitspolizei: SS-Gruppenführer Reinhard Heydrich
  - Vertreter: SS-Oberführer Ministerialdirektor Werner Best
- Adjutantur:
  - Chefadjutant: Hauptmann der Schutzpolizei Kurt Pomme
  - 1. Adjutant: SS-Obersturmführer Hans-Hendrik Neumann
  - 2. Adjutant: SS-Obersturmführer Stoll

- Hauptbüro
  - Leiter: SS-Sturmbannführer Regierungsrat Edmund Trinkl
  - 1) Geschäfte des Bürodirektors
    - Regierungsrat Edmund Trinkl
    - Registratur: Polizeisekretär Adam
    - a) Personalangelegenheiten und Unters? der Beamten, der Angestellten und Lohnempfänger beim Reichsführer SS und Chef der Deutschen Polizei und beim Hauptamt Sicherheitspolizei:
      - b) Personalangelegenheiten (Erkennung und Beendigung des Beamtenverhältnisses) der Verwaltungsbeamten vom Polizeirat abwärts und der Kriminalbeamten vom Kriminalrat abwärts des Geheimen Staatspolizeiamtes
      - c) Mitwirkung bei der büromäßigen Bearbeitung der Personalangelegenheiten der Beamten beim Chef der Sicherheitspolizei
      - d) Dienstzeitregelung, Geschäfts- und Raumverteilung und innerer Geschäftsverkehr
      - e) Amtliche Feiern in der Behörde, Beflaggung des Dienstgebäudes, Gästeliste
      - f) Eingänge, Registraturen, Kanzleien, Schreib- und Absendestellen, Dienstsiegel
        - zugeteilt: Pommerening

      - g) Innerdienstliche Büroreform, Aushänge, Umläufe und Sammlungen und sonstige Angelegenheiten
      - h) Ausweise für Beamte, Angestellte, Lohnarbeiter und sonstige Personen

- - 2) [?]
    - a) Haushalt des Reichsführers SS und des Chefs der Sicherheitspolizei soweit nicht V 2 zuständig ist
      - Registraturrat Edmund Trinkl
      - Korreferent: Oberregierungsrat Rudolf Siegert
      - zugeteilt: Polizeioberinspektor Reivers
      - Registratur: Adam

    - b) Stellenkontrolle, Dienstbezüge, Vergütungen, Löhne, Notstandsbeihilfen, Reisekosten, Beschäftigungstagegelder, Umzugskosten, Trennungsentschädigung des Personals des Reichsführers SS unc Chefs der deutschen Polizei und Chefs der Sicherheitspolizei
    - c) Geschäftsbedürfnisse, Raumbedarf, Raumausstattung, Schönheit der Arbeit

- Amt Verwaltung und Recht
  - Chef: SS-Oberführer Ministerialdirigent Werner Best
  - Adjutant: SS-Untersturmführer Martin Fälschlein

- Amt V [?]
  - Referat V 1: Organisation und Recht
    - Referent: Ministerialrat Karl Zindel
    - Sachgebiet A: Aufbau des Hauptamtes Sicherheitspolizei
      - Referent: Ministerialrat Karl Zindel
      - Hilfsreferent: Regierungs- und Kriminalrat Wilhelm Bonatz und Regierungsrat Helmut Tanzmann
      - zugeteilt: Polizeiinspektor Kurt Borth
      - Registratur: Verwaltungssekretär Keese

    - Sachgebiet B: Aufbau und Zuständigkeit der Geheimen Staatspolizei und der Kriminalpolizei im Reich und in den Ländern, Geschäftsprüfung
      - Referent: Ministerialrat Karl Zindel
      - Hilfsreferent: Regierungs- und Kriminalrat Wilhelm Bonatz und Regierungsrat Helmut Tanzmann

    - Sachgebiet C: Geschäftsverteilungsplan
    - Sachgebiet D: Vordrucke und Ausweiswesen
    - Sachgebiet E: Waffenrecht
      - Hilfsreferent: Regierungsassessor Berg
      - zugeteilt: Amtsrat Jesek und Polizeioberinspektor Pfeiffer

    - Sachgebiet F: Einziehung von Vermögen, Feststellung der Staatsfeindlichkeit
    - Sachgebiet G: Missbrauch der nationale Symbole
    - Sachgebiet H: Straflöschung, Auskunft aus Polizeilisten
    - Sachgebiet I: Allgemeine Vorschriften über Eingriffe in das Post- und Fernmeldegeheimnis sowie über Beschlagnahmen von Postscheckkonten
    - Sachgebiet K: Justitiarangelegenheiten, Schadensersatzansprüche
      - Referent: Regierungsrat Paul Mylius
      - zugeteilt: Lass, Suhr, Heler, Polizeiinspektor Schroth

    - Sachgebiet L: Mitwirkung an der Gesetzgebung soweit die Sicherheitspolizei berührt wird
      - Referent: Ministerialrat Karl Zindel
      - Hilfsreferent: Regierungsassessor Heinz Ehaus
      - zugeteilt: Sekretär Keese

    - Sachgebiet M: Mitwirkung in Angelegenheiten der Verwaltungspolitik
      - Referent: Ministerialrat Karl Zindel
      - Hilfsreferent: Helmut Tanzmann

    - Sachgebiet N: Zusammenarbeit des Hauptamtes Sicherheitspolizei mit den obersten Reichsbehörden und Parteistellen, mit den anderen Abteilungen des Ministeriums, mit dem Hauptamt Ordnungspolizei
      - Referent: Ministerialrat Karl Zingel
      - Korreferent: Heinz Ehaus

    - Sachgebiet O: Mitwirkung bei allen grundsätzlichen Erlassen innerhalb des Hauptamtes Sicherheitspolizei
      - Referent: Ministerialrat Karl Zindel
      - Korreferent: Heinz Ehaus

    - Sachgebiet P: Schutzhaftbestimmungen
      - Referent: Regierungsrat Helmut Tanzmann

    - A-P nähere Zuteilung vorbehalten (Regierungsrat Bilfinger)

  - Referat V 2: Haushalt und Besoldung
    - Referent: Oberregierungsrat Rudolf Siegert
    - Sachgebiet A: Allgemeine Haushaltsangelegenheiten
      - Referent: Oberregierungsrat Rudolf Siegert
      - Zugeteilt: Amtsrat Langer, Polizeiinspektor Schwarz

    - Sachgebiet B: Haushalt des Hauptamtes Sicherheitspolizei der Geheimen Staatspolizei, des Reichssicherheitsdienstes, des Devisenfahndungsamtes, des Reichskriminalpolizeiamts und der Führerschule der Sicherheitspolizei
    - Sachgebiet C: Kassenanschläge, Jahresrechnung, Jahresabschluss, Stellenkontrolle
    - Sachgebiet D: Mitwirkung am Haushalt der Kriminalpolizei
      - Referent: eb Rudolf Siegert

    - Sachgebiet E: Besoldung der Beamten und Beamtenanwärter einschließlich Besoldungsdienstalter und Diätendienstalter
      - zugeteilt: Regierungsoberinspektor tebrorg

    - Sachgebiet F: Zehrzulage, Dienstbereitschaftsgeld, widerrufliche Unterhaltszuschüsse, Gehaltsvorschüsse, Darlehen, Notstandbeihilfen, Nebenvergütungen, Steuern, Kassenwesen (eisernen) Handvorschüsse, Defekte, Fondsverwaltung
      - Referent: Oberregierungsrat Rudolf Siegert
      - Zugeteilt: Polizeiinspektor Müller

    - Sachgebiet G: Versorgung der Beamten und ihrer Hinterbliebenen einschließlich Unfallfürsorge laufend Unterstützungen einmalige Abfindungen Hausversicherungen Dienstprämien, Dienstaufwandentschädigungen n Bewegungsgelder der Exekutivbeamten Fahndungskosten Belohnungen Sonderaufträge Fondsverwaltung
      - Referent: Regierungsrat Arnold Kreklow
      - zugeteilt: Amtsrat Meier

    - Sachgebiet H: Tarifangelegenheiten der Angestellten und Lohnempfänger Vergütung u Lohnvorschüsse Sozialversicherung, Übergangsgelder vorübergehende Verstärkung des Personals.
      - Referent: Arnold Kreklow
      - zugeteilt: Polizeiinspektor Grau

    - Sachgebiet I: Unterkunftangelegenheiten, Neu-, Um- und Erweiterungsbauten, Erwerb von Grundstücken, Unterhalt der Dienstgebäude Anmietung von Diensträumen Fondsverwaltung
      - Referent: Oberregierungsrat Rudolf Siegert
      - zugeteilt: Polizeiinspektor Klein und Polizeiinspektor Knoll

    - Sachgebiet J: Reichs-, Miet- und Dienstwohnungen, Geräte, Ausstattung Heizung, Beleuchtung Feuerlöschwesen Luftschutzangelegenheiten Beförderungskosten für Umzüge, Quartierleistungen:
      - Referent: Oberregierungsrat Rudolf Siegert
      - zugeteilt: Regierungsinspektor Mauruszat

    - Sachgebiet K: Reisekosten, Reisekostenzuschüsse, Beschäftigung, Verfügung, Auftragsgebührnisse, Fahrkosten, Straßenbahnfahrkosten, Auslandsreisen, Umzugskosten, Umzugskostenbeihilfen, Trennungsentschädigung:
      - Referent: Regierungsrat Arnold Kreklow
      - zugeteilt: Regierungsoberinspektor: Loock

    - Sachgebiet M: Geschäftsbedürfnisse, Bücherei, Zeitschriften, prtp und Postgebühren, Kriminaltechnisches Gerät, Schutzhaftkosten, Fonds und Stiftungen, vermischte Ausgaben
      - Referent: Regierungsrat Arnold Kreklow
      - Regierungsoberinspektor Starbartty

    - Sachgebiet N: Leibesübungen, Verpflegungswesen, Sanitätswesen und Heilfürsorge, Dienstpferde und Diensthunde Bekleidung und Ausrüstung
      - Referent: Arnold Kreklow
      - zugeteilt: Polizeiinspektor Grau (Graul?)

    - Sachgebiet O: Staatspolizeiliche Verunmittel [?]
      - Referent: Oberregierungsrat Rudolf Siegert
      - zugeteilt: Amtsrat Meier

    - Sachgebiet P: Polizeigefängnis und Gefangenentransportwesen
      - Referent: Oberregierungsrat Rudolf Siegert
      - zugeteilt: Teuber

    - Sachgebiet Q: Personalangelegenheiten und Depolgenisaufsichtsbeamten

  - Referat V 3: ersan l i [?]
    - Referent: Oberregierungsrat Hans-Joachim Tesmer
    - Sachgebiet A: Personalsachen der höhere Verwaltungsbeamten und höhere Vollzugsbeamten des Hauptamtes Sicherheitspolizei:
      - Referent: Oberregierungsrat Hans-Joachim Tesmer
      - Hilfsreferent: Amstrat Karl Tent
      - zugeteilt: Junkareit, Ciepluch, Heuser

    - Sachgebiet B: Personalsachen der höheren Verwaltungsbeamten, der Kriminalbeamten vom Kriminalkommissar aufwärts (einschließlich Kriminalkommissare) des Gestapa; Personalsachen der höheren Verwaltungsbeamten, der Kriminalbeamten vom Kriminalkommissar aufwärts (einschließlich Kriminalkommissare) der Staatspolizeileit- und Staatspolizeistellen einschließlich der Polizeiräte und Polizeiamtmänner
    - Sachgebiet C: Personalsachen der Polizeiverwaltungsbeamten vom Polizeioberinspektor abwärts der Staatspolizeileit- und Staatspolizeistellen
      - Referent: Oberregierungsrat Hans-Joachim Tesmer
      - Hilfsreferent: Karl Tent
      - beka

    - Sachgebiet D: Personalsachen der Kriminalbeamten vom Kriminalsekretär abwärts der preußischen Staatspolizeileit- und Staatspolizeistellen
      - Referent: Oberregierungsrat Hans-Joachim Tesmer
      - Hilfsreferent: Karl Tent
        - zugeteilt: Gärtz, Sachse

    - Sachgebiet E: Personalsachen der Kriminalbeamten vom Kriminalsekretär abwärts der außerpreußischen Staatspolizeileitstellen und Staatspolizeistellen
      - Referent: Oberregierungsrat Hans-Joachim Tesmer
      - Hilfsreferent: Karl Tent
      - zugeteilt: Kant

    - Sachgebiet F: Personalsachen der nichtbeamteten Hilfskräfte der Staatspolizeileitstelle und Staatspolizeistellen: **** Referent: Oberregierungsrat Hans-Joachim Tesmer
      - Hilfsreferent: Karl Tent
      - zugeteilt: Polizeiinspektor Schubart, rachfahl [?]

    - Sachgebiet G: Unterstützungen der Beamten und Angestellten der Staatspolizeileit- und Staatspolizeistellen. Orden und Ehrenzeichen. Anträge betreffend Dank- und Glückwunschurkunden durch den Führer und Reichskanzler:
      - Referent: Oberregierungsrat Hans-Joachim Tesmer
      - Hilfsreferent: Karl Tent
      - zugeteilt: PR Jukereit, Ciepluch, Heuser

    - Sachgebiet H: Mitwirkung an den Personalsachen der Polizeipräsident und Polizeidirektoren
      - Referent: Oberregierungsrat Hans-Joachim Tesmer
      - Hilfsreferent: Karl Tent
      - zugeteilt: pr Junkerei, oepluch, Heuser

    - Sachgebiet I: Disziplinar- und Beschwerdesachen gegen Beamte des ha Sicherheitspolizei der Staatspolizeileit- u Staatspolizeistellen:
      - Referenten: Oberregierungsrat Hans-Joachim Tesmer, Regierungsrat Paul Mylius, Regierungsinspektor Schroth

    - Sachgebiet K: Allgemeine Personalangelegenheiten die Angehörige der gesamten Sicherheitspolizei (Gestapo und Kripo) betreffend im Einvernehmen mit V 4
      - Referenten: Oberregierungsrat Hans-Joachim Tesmer, Paul Mylius, Karl Tent

  - Referat V 4: Personal II
    - Referent: Reichskriminaldirektor Thiele
    - Sachgebiet A: Personalangelegenheiten der Beamten der Kriminalpolizei des Reiches und der Gemeinden
      - Referent: Regierungsdirektor Thiele
      - Hilfsreferent: Eichler
      - zugeteilt: Platta

    - Sachgebiet B: Nichtbeamtete Hilfskräfte im staatlichen Kriminaldienst:
      - Referent: Thiele
      - zugeteilt: Amtsrat Schuster

    - Sachgebiet C: Stellenplan der Kriminalpolizei, der Reichs- und Gemeinden:
      - Referent: Thiele
      - zugeteilt: Schuster

    - Sachgebiet D: Abwicklung der Verfahren nach dem Berufsbeamtengesetz:
      - Referenten: Thiele; Kriminalkommissar Georg Fleischmann

    - Sachgebiet E: Dienststrafsachen und Beschwerden gegen Beamte der Kriminalpolizei:
      - Referenten: Thiele, Regierungsrat Paul Mylius

    - Sachgebiet F: Gnadensachen der Kriminalpolizei des Reiches und der Gemeinden
      - Referenten: Thiele, Paul Mylius
      - Mitwirkung:
        - a: Bei den Haushalt berührende Organisation und sonstigen Fragen
          - Thiele

        - b: Bei Gesetzen und Erlassen:
          - Thiele, Hans Maly

        - c: Bei allgemeine Personalangelegenheiten die Angehörige der gesamten Sicherheitspolizei betreffenden:
          - Thiele

  - Referat V 5: Ausbildung
    - Referent: Reichskriminaldirektor Thiele
    - Sachgebiet A: Laufbahnbestimmungen
      - Regierungs- und Kriminaldirektor Thiele,
      - Hilfsreferent: Regierungs- und Kriminalrat Wilhelm Bonatz,
      - zugeteilt: Kriminalkommissar Herbert Bittner

    - Sachgebiet B: Führerschule der Sicherheitspolizei und Kriminalschule
      - Referent: Thiele,
      - Hilfsreferent: Regierungs- und Kriminalrat Wilhelm Bonatz, Herbert Bittner

    - Sachgebiet C: Eignungsprüfungen
      - Referent: Thiele, Regierungs- und Kriminalrat Wilhelm Bonatz, Kriminalkommissar Hans Maly

    - Sachgebiet D: Aus- und Fortbildung der Beamten der Geheimen Staatspolizei und Kriminalpolizei:
      - Thiele, Regierungs- und Kriminalrat Wilhelm Bonatz
      - Hilfsreferent: Herbert Bittner

    - Sachgebiet E: Politischpolizeiliche und krimpolizeiliche Ausbildung der Beamten der Gendarmerie und der Gemeindepolizei:
      - Thiele, Regierungs- und Kriminalrat Wilhelm Bonatz, Hans Maly

    - Sachgebiet F: Schießausbildung
      - Thiele, Regierungs- und Kriminalrat Wilhelm Bonatz, Kriminalkommissar Georg Fleischmann

    - Sachgebiet G: Körperschulung, Leistungsprüfung, sportliche [?] Veranstaltungen
      - Thiele, Regierungs- und Kriminalrat Wilhelm Bonatz, Georg Fleischmann

    - Sachgebiet H: Weltanschauliche Schulung
      - Thiele, Regierungs- und Kriminalrat Wilhelm Bonatz, Georg Fleischmann

    - Sachgebiet I: Fremde Polizeien
      - Thiele, Regierungs- und Kriminalrat Wilhelm Bonatz, Georg Fleischmann

  - Referat V 6: Pass- und Ausweiswesen
    - Referent: Ministerialrat Krause
    - Passwesen:
      - Ministerialrat Krause
      - Hilfsreferent Kröning
      - zugeteilt: Amtsrat Wilke
      - Sachgebiet A: Allgemeine und Grundsatzregelung
      - Sachgebiet B: Zwischenstaatliches Recht insbesondere Verträge mit fremden Staaten über den kleinen Grenzverkehr
      - Sachgebiet C: Passnachschau im Rahmen der allgemeine Grenzüberwachung
      - Sachgebiet D: Sichtvermerksfragebogen
        - zugeteilt: Polizeiinspektor Richter

      - Sachgebiet E: Einzelfälle

    - Ausweiswesen: Allgemein und Grundsatzregelung
      - zugeteilt: Amtsrat Wilke

    - Ausländerpolizei nerdn und der Ausländer pol [?] einschließlich des Ausländermeldewesens
      - Korreferent: Regierungsrat Wetz
      - zugeteilt: Polizeiinspektor Richter

    - Verschiedenes:
      - Sachgebiet A: Ausländische Arbeiter
      - Sachgebiet B: Fremdenverkehr Reichsausschuss
      - Sachgebiet C: Mitwirkung an den allgemeinen Bestimmungen über Rückkehr von Emigranten
      - zugeteilt: Amtsrat Wilke

  - Referat V 7: Ausländerpolizei, Grenzsicherung, Reichsluftverkehr mit dem Ausland in Polizei u Strafsachen
    - Referent: Regierungsrat Wetz
    - Ausländerpolizei
      - Sachgebiet A: Allgemeines
        - Regierungsrat Wetz, Ministerialrat Krause
        - zugeteilt: Amtsrat Schau

      - Sachgebiet B: Zwischenstaatliches Recht insbesondere Mitwirkung bei Niederlassnerträgen
      - Sachgebiet C: Erfassung der ausgewiesenen Ausländer
      - Sachgebiet D: Statistik der Ausländer im Reich
      - Sachgebiet E: Einzelfälle
        - Amtsrat Schubert

      - Sachgebiet F [?]: Sicherung der Reichsgrenze
      - Mitwirkung bei:
        - Reichsgrenzsachen und den allgemeinen und zwischennationalen Bestimmungen über Regelung von Grenzzwischenfällen

Reichchilverkehr mit dem Ausland in politischen und Strafsachen
- -     -       -         - Auslieferungen; Allgemein und in Einzelfällen

- - Referat VI: Wehrmacht und Reichsverteidigung
    - Referent: SS-Oberführer Oberregierungsrat Heinz Jost
    - Abwehrbeauftragter des Reichs- und Preußischen Ministerium des Innern und des Hauptamtes Sicherheitspolizei:
      - SS-Oberführer Oberregierungsrat Heinz Jost
      - Hilfsreferent: Regierungsrat Helmut Tanzmann

    - Reichverteidigungsausschuss:
      - SS-Oberführer Oberregierungsrat Heinz Jost
      - Hilfsreferent: Regierungsrat Helmut Tanzmann

    - Allgemeine Angelegenheiten der Wehrmacht und Reichsverteidigung sowie sie das Gebiet der Sicherheitspolizei berühren:
      - SS-Oberführer Oberregierungsrat Heinz Jost
      - Hilfsreferent: Regierungsrat Helmut Tanzmann

    - Verhältnis von Wehrmacht und zur Sicherheitspolizei:
      - SS-Oberführer Oberregierungsrat Heinz Jost
      - Hilfsreferent: Regierungsrat Helmut Tanzmann

    - Vorbereitende Maßnahmen der Reichsverteidigung auf dem Gebiet der Sicherheitspolizei einschließlich Personalangelegenheiten:
      - SS-Oberführer Oberregierungsrat Heinz Jost
      - Hilfsreferent: Regierungsrat Helmut Tanzmann

    - Zusammenarbeit mit dem RV-Sachbearbeiter beim Hauptamt Ordnungspolizei und bei Abteilung I des ruprmdi:
      - SS-Oberführer Oberregierungsrat Heinz Jost
      - Hilfsreferent: Regierungsrat Helmut Tanzmann

    - Fortbildung der Verschlusssachenanweisung
      - SS-Oberführer Oberregierungsrat Heinz Jost
      - Hilfsreferent: Regierungsassessor Renken

    - Erstattung von Gutachten nach Ziffer 5 der Verschlusssachenanweisung:
      - SS-Oberführer Oberregierungsrat Heinz Jost
      - Hilfsreferent: Regierungsassessor Renken

    - Brieftaubenwesen und Brieftaubengesetz:
      - SS-Oberführer Oberregierungsrat Heinz Jost
      - Hilfsreferent: Regierungsrat Helmut Tanzmann

    - Eingänge der VS:
      - SS-Oberführer Oberregierungsrat Heinz Jost
      - Hilfsreferent: Regierungsrat Helmut Tanzmann

  - Referat V 9: Technische Angelegenheiten
    - Referent: Major der Schutzpolizei Max Staudinger
    - Sachgebiet A: Aufbau und Organisation der technischen Einrichtungen Beförderungswesen Nachrichtenwesen Waffenwesen
      - Major der Schutzpolizei Max Staudinger
      - Hilfsreferent: Hauptmann der Schutzpolizei Friedrich Pradel
      - zugeteilt: Polizeiinspektoren Lutter, Walter, Schellin

    - Sachgebiet B: Ausbildung und Beaufsichtigung des technischen Personal:
      - Major der Schutzpolizei Max Staudinger
      - Hilfsreferent: Hauptmann der Schutzpolizei Friedrich Pradel
      - zugeteilt: Polizeiinspektor Walter

    - Sachgebiet C: Mitwirkung in den Haushaltsfragen der Sicherheitspolizei soweit es sich um technische Einrichtungen und technisches Personal handelt:
      - Major der Schutzpolizei Max Staudinger
      - Hilfsreferent: Hauptmann der Schutzpolizei Friedrich Pradel
      - zugeteilt: Polizeiinspektore Schmileweki

    - Sachgebiet D: Luftschutz und feshutzangelegenheiten von grundsätzliche Bedeutung:
      - Major der Schutzpolizei Max Staudinger
      - Hilfsreferent: Hauptmann der Schutzpolizei Friedrich Pradel
      - zugeteilt: Polizeiinspektor Lutter

    - Sachgebiet E: Zusammenarbeit in technischen Fragen mit dem Hauptamt Ordnungspolizei dem Sicherheitshauptamt und dem SS-Hauptamt
      - Major der Schutzpolizei Max Staudinger
      - Hilfsreferent: Hauptmann der Schutzpolizei Friedrich Pradel
      - zugeteilt: Polizeiinspektor Lutter

- Amt Politische Polizei
  - Chef: SS-Gruppenführer Reinhard Heydrich
  - Vertreter für den Geschäftsbereich Innerpolitische Polizei: Standartenführer Oberregierungsrat und Kriminalrat Heinrich Müller
  - Vertreter für den Geschäftsbereich Abwehrpolizei: SS-Oberführer Ministerialdirektor Werner Best

- Geschäftsbereich Innere Politische Polizei
  - Ministerialaufgaben der folgenden Sachgebiet der Abteilung II des Gestapa
  - Leiter: Regierungs- und Kriminalrat SS-Staffelführer Heinrich Müller
  - Referat II A: Kommunisten und andere marxistische Gruppen
    - Referent: Regierungs- und Kriminalrat Reinhold Heller
    - Stellvertreter: Kriminaldirektor Bock
    - Sachgebiet A: Kommunismus
      - Referent: Regierungs- und Kriminalrat Reinhold Heller
      - Hilfsreferent: Kriminalrat Kurt Geißler
      - zugeteilt: Kriminalkommissar Krupke, Regierungsoberinspektor Quoß, Regierungsoberinspektor Thiedeke, Polizeiinspektor Kurey

    - Sachgebiet B: Marxismus
      - Referent: Regierungs- und Kriminalrat Reinhold Heller
      - Hilfsreferent: Bruno Sattler
      - zugeteilt: Polizeiinspektor Eckerle

    - Sachgebiet C: Sowjetrussen, russisches Emigrantentum, staatsfeindliche Ausländer, Anarchismus, Syndikalismus
      - Referent: Reinhold Heller
      - Hilfsreferent: Kriminalrat Schröder
      - zugeteilt: Kriminalkommissar Helm, Polizeiinspektor Baberske

    - Sachgebiet D: Bolschewismus
      - Referent: Reinhold Heller
      - Kriminaldirektor Beck
      - zugeteilt: Kriminalkommissar Reichenbach, K Döring, Wolff, Hardtke, Polizeiinspektor Fumy

    - Sachgebiet E: Pol pafälschungen und sonstige technische Fragen im Rahmen der Bekämpfung der II und III Internationale
      - Referent: Reinhold Heller
      - Hilfsreferent: Paul Opitz

    - Referat II B: Katholische Kirche, evangelische Kirche, Sekten, Emigranten, Juden, Logen
      - Referenten: Oberregierungs- und Kriminalrat SS-Staffelführer Heinrich Müller
      - Sachgebiet A: Katholische Kirche, Vatikan, katholische Kirche und Staat, katholische Kirche und Partei, Organisation, Veranstaltungen, Ankündigungen katholische Bereinswesen, katholische Kirche und Jugend, Stellung zu anderen Konfessionen, katholische Kirche und Ausland
        - Referent: Oberregierungs- und Kriminalrat SS-Staffelführer Heinrich Müller
        - Hilfsreferent: Regierungsassessor Kurt Lischka
        - zugeteilt: Regierungsassessor Bergmann, Polizeiinspektor Schönfelder

      - Sachgebiet B: Evangelische Kirche, evangelische Kirche und Staat, evangelische Kirche und Partei, Bekenntnisfront deutscher Christen, evangelisches Vereinswesen, evangelische Kirche und Jugend, Stellung zu anderen Konfessionen, evangelische Kirche und Ausland, deutschgläubige Bewegungen
        - Referent: Oberregierungs- und Kriminalrat SS-Staffelführer Heinrich Müller
        - Hilfsreferent: Regierungsassessor Lischka
        - zugeteilt: Assessor Baatz, Polizeiinspektor Stark

      - Sachgebiet C: Sekten
        - Referent: Oberregierungs- und Kriminalrat SS-Staffelführer Heinrich Müller
        - Hilfsreferent: Regierungsassessor Kurt Lischka
        - zugeteilt: Assessor Baatz, Polizeiinspektor Roggon

      - Sachgebiet D: Emigranten, Staatsangehörigkeit, Auswanderungen, Rückwanderung, Überwachung der Emigranten im Auslande, Erteilung deutscher Ausweise an Emigranten, Lage der Emigranten im Auslande
        - Referent: Oberregierungs- und Kriminalrat SS-Staffelführer Heinrich Müller
        - zugeteilt: Regierungsassessor Lange, Regierungsoberinspektor Wassenberg, Regierungsoberinspektor Oppermann

      - Sachgebiet E: Juden, jüdische Organisation, Regelung der Judenfrage, Auslandsjudentum, Kongresse und Tagungen
        - zugeteilt: Regierungsassessor Feytag, Polizeiinspektor Mischke

      - Sachgebiet F: Logen: Logen, logenähnliche Organisationen/Orden, Logengutachten, Pazifisten
        - zugeteilt: Regierungsassessor Freytag, Regierungsinspektor Wöhrn

    - Referat II C: Reaktion, Opposition, Österreichische Angelegenheiten
      - Referent: SS-Sturmbannführer Franz Josef Huber
      - Sachgebiet A: Reaktion
        - SS-Sturmbannführer Franz Josef Huber
        - Hilfsreferent: Willy Litzenberg
        - zugeteilt: Förster

      - Sachgebiet B: Opposition
        - SS-Sturmbannführer Franz Josef Huber
        - Hilfsreferent: Willy Litzenberg
        - zugeteilt: Sander

      - Sachgebiet C: Österreichische Angelegenheiten
        - SS-Sturmbannführer Franz Josef Huber
        - Hilfsreferent: Willy Litzenberg
        - zugeteilt: SS-Hauptsturmführer Pifrade, Pci, Nowac

    - Referat II D: Schutzhaft, Konzentrationslager
      - Referent: Oberregierungs- und Kriminalrat SS-Staffelführer Heinrich Müller
      - Sachgebiet A: Schutzhaft
        - Oberregierungs- und Kriminalrat SS-Staffelführer Heinrich Müller
        - Hilfsreferent: Kriminalrat Emil Berndorff
        - zugeteilt: Regierungsoberinspektor: Kettenhofen

      - Sachgebiet B: Konzentrationslager
        - Oberregierungs- und Kriminalrat SS-Staffelführer Heinrich Müller
        - Hilfsreferent: Kriminalrat Emil Bendorff
        - zugeteilt: Regierungsoberinspektor: Kettenhofen

    - Referat II E: Wirtschafts-, Agrar- und Sozialpolitische Angelegenheiten, Vereinswesen
      - Referent: Oberregierungs- und Kriminalrat SS-Staffelführer Heinrich Müller
      - Sachgebiet A: Wirtschafts-, Agrar- und Sozialpolitische Angelegenheiten, Vereinswesen
      - Referent: Oberregierungs- und Kriminalrat SS-Staffelführer Heinrich Müller
      - Hilfsreferent: Regierungsassessor Weiß
      - zugeteilt: Assessor Schick, Assessor Schulz, Regierungsrat Max Großkopf, Regierungsoberinspektor Stokebaum, Polizeiinspektor Kosmalski

    - Referat II G: Funküberwachung, Schwarzsender
      - Referent: Oberregierungs- und Kriminalrat SS-Staffelführer Heinrich Müller
      - Sachgebiet A: Funküberwachung, Schwarzsender
        - Oberregierungs- und Kriminalrat SS-Staffelführer Heinrich Müller
        - Kriminalrat Wipper, Kriminalkommissar Lehmann

    - Referat II H: Angelegenheiten der Partei ihrer Gliederungen und angeschlossenen Verbände
      - Referent: Josef Meisinger
      - Sachgebiet A: Angelegenheiten der Partei und ihrer angeschlossenen Verbände
        - Referent: Kriminalrat Josef Meisinger
        - Hilfsreferent: Herbert Küssner
        - zugeteilt: Kriminalkommissar Kurt Stage, Heide, Pci, Bsukool

      - Sachgebiet C: Angelegenheiten der Gliederungen der Partei
        - Referent: Kriminalrat Josef Meisinger
        - Hilfsreferent: Herbert Küssner
        - zugeteilt: Kriminalkommissar Ludwig Neubourg

      - Sachgebiet D: Sonderaufträge des Stellvertreters des Führers
        - Referent: Kriminalrat Josef Meisinger
        - Hilfsreferent: Herbert Küssner

    - zugeteilt: Amtsrat Kranz, Kriminalkommissar Kurt Stage
    - Referat II J: Ausländische Politische Polizei
      - Referent: Oberregierungs- und Kriminalrat SS-Staffelführer Heinrich Müller

    - Sachgebiet A: Ausländische Politische Polizeien
      - Referent: Oberregierungs- und Kriminalrat: SS-Staffelführer Heinrich Müller
      - zugeteilt: Scholz

    - Referat II Ber: Lagebericht
      - Referent: Oberregierungs- und Kriminalrat SS-Staffelführer Heinrich Müller

    - Lageberichte, Ereignismeldungen
      - Referent: Oberregierungs- und Kriminalrat SS-Staffelführer Heinrich Müller
      - PP Zimmermann

  - Referat II P: Presse
    - Referent: Regierungsrat Klein
    - Sachgebiet A: Inlandspresse, Inlandschrifttum
      - Referent: Regierungsrat Klein
      - Hilfsreferent: Regierungsassessor Wilhelm Altenloh
      - zugeteilt: Amtsrat Franz Nyncke, Polizeioberinspektor Seidel, Mauch

    - Sachgebiet A: Auslandpresse, Auslandschrifttum
      - Referent: Regierungsrat Klein
      - Hilfsreferent: Regierungsrat Fritz Rang
      - zugeteilt: Amtsrat Böhmer, Polizeiinspektor Kryschak

    - Sachgebiet A: Kirchliches Schrifttum, Kulturpolitik:
      - Referent: Regierungsrat Klein
      - Hilfsreferent: Regierungsassessor Weimann
      - zugeteilt: Polizeiinspektor Jessel

  - Referat II S: Bekämpfung der Homosexualität und Abtreibung
    - Referent: Kriminalrat Josef Meisinger
    - Sachgebiet A: Bekämpfung der Homosexualität
      - Referent: Kriminalrat Josef Meisinger
      - Hilfsreferent: Herbert Küssner
      - zugeteilt: Kriminalkommissar Eberhard Schiele, Kriminalinspektor Fritz Fehling

    - Sachgebiet B: Bekämpfung der Abtreibung
      - Referent: Kriminalrat Josef Meisinger
      - zugeteilt: Kriminalkommissar Joachim Kaintzik

    - Sachgebiet C: Reichszentrale zur Bekämpfung der Homosexualität und Abtreibung:
      - Referent: Kriminalrat Josef Meisinger
      - zugeteilt: Kriminalkommissar Erich Jacob

  - Geschäftsbereich Abwehrpolizei
    - Leiter SS-Oberführer Ministerialdirigent Werner Best
    - Sachgebiet A: Spionageabwehr
      - Referent: SS-Oberführer Ministerialdirektor Werner Best
      - Hilfsreferent: Regierungsdirektor Geißel, Kriminalrat Blaesing

    - Sachgebiet B: Fremdenlegion
      - Referent: Kriminalrat Herbert Fischer

    - Sachgebiet C: Einreise fremder Offiziere
      - Referent: Kriminalrat Blaesing

    - Refraktäre und Deserteure

- Amt Kriminalpolizei
  - Chef: SS-Gruppenführer Reinhard Heydrich
    - Vertreter: Reichkriminaldirektor Arthur Nebe

  - Referat S Kr 1
    - Referent Reichkriminaldirektor Arthur Nebe
    - Vertreter: Regierungs- und Kriminalrat Berger
    - Sachgebiet 1: Organisation der Kriminalpolizei
      - Referent: Arthur Nebe
      - Hilfsreferent: Baum, Menke
      - Zugeteilt: Regierungsinspektor Kratzsch und Marohn

    - Sachgebiet 2: Einsatz und Verwendung der Kriminalpolizei
    - Sachgebiet 3: Zusammenarbeit der Kriminalpolizei mit Behörden und anderen Stellen
    - Sachgebiet 4: Kriminalpolizei, Presse, Rundfunk und Film
    - Sachgebiet 5: Statistik
    - Sachgebiet 6: Dienstvorschriften
    - Sachgebiet 7: Vordruckwesen
    - Sachgebiet 8: Angelegenheiten der internationalen Kriminalpolizei
    - Sachgebiet 9: Kriminalforschung
    - Sachgebiet 10: Mitwirkung
      - a) Bei Gesetz und Verordnung, Entwürfen, soweit Kriminalpolizei berührt wird
      - b) Bei Reichverweisungen und Auslieferung von Ausländern
      - c) Bei allgemeinen Presse-, Film und Rundfunk Angelegenheiten soweit Kriminalpolizei in Frage kommt

  - Referat S-KR 2
    - Referent: Regierung und Kriminalrat Berger
    - Vertreter: Regierungs- und Kriminalrat Franz Wächter
    - Sachgebiet 1: Besondere Fahndungskosten
      - Referent: Berger
      - Hilfsreferent: Kriminalkommissar Emanuel Schäfer
      - zugeteilt: Regierungsinspektor Kraz und Marohn

    - Sachgebiet 2: Bewegungsmelder der Kriminalpolizei
      - Referent: Berger
      - Hilfsreferent: Kriminalkommissar Emanuel Schäfer
      - zugeteilt: Regierungsinspektor Kraz und Marohn

    - Sachgebiet 3: Belohnungen
      - Referent: Berger
      - Hilfsreferent: Kriminalkommissar Emanuel Schäfer
      - zugeteilt: Regierungsinspektor Kraz und Marohn

    - Sachgebiet 4: Dienstreisen
      - Referent: Berger
      - Hilfsreferent: Kriminalkommissar Emanuel Schäfer
      - zugeteilt: Regierungsinspektor Kraz und Marohn

    - Sachgebiet 5: Verwaltungsangelegenheiten des Amts Kriminalpolizei (Personalangelegenheiten der Beamten und Angestellten, Geschäftsbedürfnisse usw.)
      - Referent: Berger
      - Hilfsreferent: Kriminalkommissar Emanuel Schäfer
      - zugeteilt: Regierungsinspektor Kraz und Marohn

    - Sachgebiet 6: Kontrolle der Kriminalpolizeibehörden des Reiches
      - Referent: Berger
      - Hilfsreferent: Kriminalkommissar Emanuel Schäfer
      - zugeteilt: Regierungsinspektor Kraz und Marohn

    - Sachgebiet 7: Ausweise und Erkennungsmarken
      - Referent: Berger
      - Hilfsreferent: Kriminalkommissar Emanuel Schäfer
      - zugeteilt: Regierungsinspektor Kraz und Marohn

    - Sachgebiet 8: Raumbedarf
      - Referent: Berger
      - Hilfsreferent: Kriminalkommissar Emanuel Schäfer
      - zugeteilt: Regierungsinspektor Kraz und Marohn

    - Sachgebiet 9: Abgabe amtlichen Materials (über Kriminalpolizeiliche Angelegenheiten) an Behörden beamte u Privatpersonen
      - Referent: Berger
      - Hilfsreferent: Kriminalkommissar Emanuel Schäfer
      - zugeteilt: Regierungsinspektor Kraz und Marohn

    - Sachgebiet 10: Geheimhaltung von Schriftstücken
      - Referent: Berger
      - Hilfsreferent: Kriminalkommissar Emanuel Schäfer
      - zugeteilt: Regierungsinspektor Kraz und Marohn

    - Sachgebiet 11: Behandlung beschlagnahmter und sichergestellter Gegenstände
      - Referent: Berger
      - Hilfsreferent: Kriminalkommissar Emanuel Schäfer
      - zugeteilt: Regierungsinspektor Kraz und Marohn

    - Sachgebiet 12: brorefm [Büroreform ?] innerhalb der Kriminalpolizei
      - Referent: Berger
      - Hilfsreferent: Kriminalkommissar Emanuel Schäfer
      - zugeteilt: Regierungsinspektor Kraz und Marohn

    - Sachgebiet 13: Belobigungen
      - Referent: Berger
      - Hilfsreferent: Kriminalkommissar Emanuel Schäfer
      - zugeteilt: Regierungsinspektor Kraz und Marohn

    - Sachgebiet 14: Fahrausweise für Kriminalbeamte
      - Referent: Berger
      - Hilfsreferent: Kriminalkommissar Emanuel Schäfer
      - zugeteilt: Regierungsinspektor Kraz und Marohn

    - Sachgebiet 15: Bergung von Wasserleichen
      - Referent: Berger
      - Hilfsreferent: Kriminalkommissar Emanuel Schäfer
      - zugeteilt: Regierungsinspektor Kraz und Marohn

    - Sachgebiet 16: Hilfsbeamte der Staatsanwaltschaft
      - Referent: Berger
      - Hilfsreferent: Kriminalkommissar Emanuel Schäfer
      - zugeteilt: Regierungsinspektor Kraz und Marohn

    - Sachgebiet 17: Hilfspolizeibeamte
      - Referent: Berger
      - Hilfsreferent: Kriminalkommissar Emanuel Schäfer
      - zugeteilt: Regierungsinspektor Kraz und Marohn

    - Sachgebiet 18: ausweise für Privatpersonen
      - Referent: Berger
      - Hilfsreferent: Kriminalkommissar Emanuel Schäfer
      - zugeteilt: Regierungsinspektor Kraz und Marohn

    - Sachgebiet 19: Beschwerden allgemeiner Art soweit nicht Referat SV 4 in Frage kommt
      - Referent: Berger
      - Hilfsreferent: Kriminalkommissar Emanuel Schäfer
      - zugeteilt: Regierungsinspektor Kraz und Marohn

    - Sachgebiet 20: Mitwirkung: bei Personal- und Disziplinarsachen der Kriminalpolizei
      - Referent: Berger
      - Hilfsreferent: Kriminalkommissar Emanuel Schäfer
      - zugeteilt: Regierungsinspektor Kraz und Marohn

  - Referat S-Kr 3
    - Referent: Regierungs- und Kriminalrat Franz Wächter
    - Vertreter Kriminalrat Baum
    - Sachgebiet 1: Kriminaltechnik
      - Referent: Regierungs- und Kriminalrat Franz Wächter
      - zugeteilt: Horn, Kratz und Marohn Registratur

    - Sachgebiet 2: Ausrüstung der Kriminalpolizei
      - Referent: Regierungs- und Kriminalrat Franz Wächter
      - zugeteilt: Horn, Kratz und Marohn Registratur

    - Sachgebiet 3: Verwaltung des Fonds „Kriminaltechnisches Gerät“
      - Referent: Regierungs- und Kriminalrat Franz Wächter
      - zugeteilt: Horn, Kratz und Marohn Registratur

    - Sachgebiet 4: Kriminalpolizeileiche Sonderausbildung und Weiterleitung (in Brandermittlung, Buchführung, Daktyloskopie als Gutachter usw.)
      - Referent: Regierungs- und Kriminalrat Franz Wächter
      - zugeteilt: Horn, Kratz und Marohn Registratur

    - Sachgebiet 5: Fremde Kriminalpolizeien, Frage der Beschäftigung ausländischer Polizeibeamten in der Kriminalpolizei, Besichtigung kriminalpolizeilicher Einrichtungen durch Ausländer
      - Referent: Regierungs- und Kriminalrat Franz Wächter
      - zugeteilt: Horn, Kratz und Marohn Registratur

    - Sachgebiet 6: Kriminaldiensthundewesen
      - Referent: Regierungs- und Kriminalrat Franz Wächter
      - zugeteilt: Horn, Kratz und Marohn Registratur

    - Sachgebiet 7: Polizeiliche Vorbeugungshaft
      - Referent: Regierungs- und Kriminalrat Franz Wächter
      - zugeteilt: Horn, Kratz und Marohn Registratur

    - Sachgebiet 8: Polizeiliche Überwachung, Auflagen [?]
      - Referent: Regierungs- und Kriminalrat Franz Wächter
      - zugeteilt: Horn, Kratz und Marohn Registratur

    - Sachgebiet 9: Besondere Maßnahmen gegen Berufs- und Gewohnheitsverbrecher
      - Referent: Regierungs- und Kriminalrat Franz Wächter
      - zugeteilt: Horn, Kratz und Marohn Registratur

    - Sachgebiet 10: Vorbeugungshaft u Sicherungsverwahrung Zusammenarbeit mit der Justiz
      - Referent: Regierungs- und Kriminalrat Franz Wächter
      - zugeteilt: Horn, Kratz und Marohn Registratur

    - Sachgebiet 11: Allgemein vorbeugende polizeiliche Maßnahmen
      - Referent: Regierungs- und Kriminalrat Franz Wächter
      - zugeteilt: Horn, Kratz und Marohn Registratur

    - Sachgebiet 12: Prostitution, Zuhälterwesen
      - Referent: Regierungs- und Kriminalrat Franz Wächter
      - zugeteilt: Horn, Kratz und Marohn Registratur

    - Sachgebiet 13: Juden und Kriminalität
      - Referent: Regierungs- und Kriminalrat Franz Wächter
      - zugeteilt: Horn, Kratz und Marohn Registratur

    - Sachgebiet 14: Kriminelle Jugendliche
      - Referent: Regierungs- und Kriminalrat Franz Wächter
      - zugeteilt: Horn, Kratz und Marohn Registratur

    - Mitwirkung:
      - A: Bei der allgemeinen kriminalpolizeilichen Ausbildung der Beamten der Gemeindekriminalpolizei und der Ordnungspolizei
      - B: Bei der Schießausbildung, Sportausbildung, weltanschaulichen Schulung
      - C: Bei der kriminalpolizeilichen Ausrüstung der Ordnungspolizei

### Geschäftsverteilungsplan des Geheimen Staatspolizeiamtes vom 1. Januar 1938
R 58/840, Bl. 153–163
- Leiter: SS-Gruppenführer Reinhard Heydrich
  - Vertreter: SS-Oberführer Ministerialdirektor Werner Best
- Adjutantur:
  - Chefadjutant: Hauptmann der Schutzpolizei Kurt Pomme
  - 1. Adjutant: Hans-Hendrik Neumann
  - 2. Adjutant: SS-Untersturmführer Zimmermann
- Verwaltungsdirektor: Regierungsrat Edmund Trinkl
- Hauptregistratur und Absendestelle:
  - Leiter: SS-Hauptsturmführer Regierungsoberinspektor Helmut Pommerening
  - Vertreter: Brudsach
  - Kassenaufsichtsbeamter: Regierungsrat Edmund Trinkl
  - Vertreter: Amtsrat Dietrich
  - Rechnungsprüfstelle: Polizeirechnungsverwalter Heinmöller
  - Kasse:
    - Leiter: Oberrentmeister Lüder
    - Vertreter: Polizeiinspektor Schulze
    - Kassierer: Polizeiinspektor Wetzel
- Angegliedert:
  - Devisenfahndungsamt:
  - Leiter: SS-Gruppenführer Reinhard Heydrich
  - Vertreter: SS-Staffelführer Oberregierungs- und Kriminalrat Heinrich Müller
  - Referent: Oberzollinspektor Herbert Staffeldt
  - Vertreter des Referenten Zollinspektor Wuetting

- Abteilung I: Organisation Personalien Etatsangelegenheiten Verwaltung und Recht
  - Leiter: SS-Oberführer Ministerialdirektor Werner Best
  - Vertreter: Hans-Joachim Tesmer
  - Adjutant des Leiters: SS-Untersturmführer Fälschlein
  - Hauptgeschäftsstelle: Amtsrat Tent
  - Referat I A: Organisation und Geschäftsbetrieb des Geheimen Staatspolizeiamtes, Personalangelegenheiten der mittleren und unteren Beamten ohne Kriminalkommissare und Kriminal und Polizeiräte der Angestellten und Lohnempfänger der Gestapa, Verwaltung der Dienstgebäude Verteilung und Ausstattung der Diensträume Schönheit der Arbeit, Aufbewahrungsstelle, Bücherei, Leibesübungen, Gästelisten.
    - Referent: SS-Sturmbannführer Regierungsrat Edmund Trinkl

  - Referat I B: Etatsangelegenheiten des Geheimen Staatspolizeiamtes
    - Referent: Oberregierungsrat Rudolf Siegert

  - Referat I C: Wirtschaftsangelegenheiten und einschlägige Etatsangelegenheiten des Gestapa mit Ausnahme der Angelegenheiten der Abteilung IV
    - Referent: SS-Untersturmführer Regierungsrat Arnold Kreklow

  - Referat I D: Organisation und Geschäftsbetrieb Staatspolizei – Außendienst und Grenzdienststellen
    - Referent: Regierungs- und Kriminalrat Bonatz

  - Referat I E: Personalangelegenheiten der höheren Beamten und der Kriminalbeamten vom Kriminalkommissar aufwärts des geheimen Staatspolizeiamtes
    - Referent Oberregierungsrat Hans-Joachim Tesmer

  - Referat I F: Justiziariat und Disziplinarangelegenheiten
    - Referent: Regierungsrat Paul Mylius

  - Referat I G: Materielles Recht-, Waffen-, Sprengstoffangelegenheiten, sozialpolitische Vorschriften
    - Referent: Regierungsassessor Bergmann

  - Referat I H: Beschlagnahme und Einziehung des Vermögens staatsfeindlicher Personen u Organisationen
    - Referent: Regierungsassessor Bergmann

  - Referat I J: Gesundheitswesen, amtsärztliche Untersuchungen bei Einstellungen und Pensionierung Mitwirkung bei Dienstunfällen und Dienstbeschädigungen. Sportärztliche Untersuchungen. Ärztliche Betreuung der im Gefängnis untergebrachten Gefangenen. Sanitätsstube.
    - Referent: SS-Obersturmführer Walter Rentel

- Abteilung II: Innerpolitische Angelegenheiten
  -     - Leiter: SS-Staffelführer Oberregierungs- und Kriminalrat Heinrich Müller

  - Hauptgeschäftsstelle II: Polizeirat Zimmermann
  - Polizeigefängnis: Polizeirat Zimmermann
  - Referat II A: Kommunismus, Marxismus, Sowjetrussen, Staatsfeindliches, Ausländertum
    - Referent: Regierungs- und Kriminalrat Reinhold Heller
    - Vertreter: Kriminaldirektor Bock
    - Sachgebiet II A 1: Beobachtung und Verfolgung der kommunistischen Bewegung und alle Neben- und Hilfsorganisationen im Reichsmaßstabe
      - Leiter: Kriminalrat Kurt Geißler

    - Sachgebiet II A 2: Beobachtung u Bekämpfung der marxistischen Bewegung im Reichsmaßstabe.
      - Leiter: Kriminalrat Bruno Sattler

    - Sachgebiet II A 3: Beobachtung der Sowjetrussen und Behandlung der staatsfeindlichen Ausländer
      - Leiter: Kriminalrat Erich Schröder

    - Sachgebiet II A 4: Sachliche Auswertung aller Erscheinungsformen des Kommunismus in der Welt
      - Leiter: Kriminaldirektor Bock

    - Sachgebiet II A 5: Passfälschungsangelegenheiten
      - Leiter: Kriminalrat Paul Opitz

  - Referat II B: Konfessionen Juden, Freimaurer, Emigranten, Pazifisten
    - Referent: Regierungsassessor Lischka, Stellvertreter: Regierungsassessor Lange
    - Sachgebiet II B 1: Behandlung aller Angelegenheiten des politischen Katholizismus
      - Leiter: ass Rudolf Korndörfer
      - Vertreter: Assessor Bernhard Baatz

    - Sachgebiet II B 2: Behandlung aller politisch-polizeilichen Angelegenheiten der evangelischen Kirchenbewegung
      - Leiter: Assessor Bernhard Baatz
      - Vertreter: Korndörfer

    - Sachgebiet II B 3: Beobachtung und Überwachung des Emigrantentums
      - Leiter: Regierungsassessor Lange
      - Vertreter. Regierungsassessor Freitag

    - Sachgebiet II B 4: Freimaurertum, Erfassung und Überwachung des gesamten jüdischen Organisations- und Vereinswesens, Auswanderung von Juden, antijüdische Vereinigungen, jüdische Presse, Judentum im Ausland
      - Leiter: Regierungsassessor Freitag
      - Vertreter: Regierungsassessor Lange

  - Referat II C: Reaktion, Opposition
    - Referent: SS-Sturmbannführer Franz Josef Huber
    - Vertreter: Kriminalrat Willy Litzenberg
    - Sachgebiet II C 1: Ehemalige Mittel- und Rechtsparteien, Vereinigungen, Verbände, Gesellschaften; Deutschnationale Front, Monarchismus; Adelsgenossenschaften, Baltikum und Freikorpsverbände, Wehrverbände, Alldeutscher Verband, Reichskriegerbund
      - Leiter: Kriminalkommissar Förster
      - Vertreter: Kriminalrat Willy Litzenberg

    - Sachgebiet II C 2: Schwarze Front, Stennes-Bewegung, Tatkreis, Widerstandskreis, Wehrverbände, Eidgenossenschaften, Jungdeutscher Orden, Tannenbergbund mit allen Unter- und Nebenorganisationen
      - Leiter: Kriminalrat Willy Litzenberg
      - Vertreter: Kriminalkommissar Förster

    - Sachgebiet II C 3: Österreichische Flüchtlinge
      - Leiter: SS-Obersturmführer Humbert Achamer-Pifrader
      - Vertreter: Kern

  - Referat II D: Schutzhaft, Behandlung von Allgemeinen und Einzelstrafsachen, Angelegenheiten der Konzentrationslager
    - Referent: Kriminalrat Emil Berndorff
    - Vertreter: Regierungs- und Polizeioberinspektor Kettenhofen

  - Referat II E: Wirtschaft
    - Referent: Regierungsassessor Weiß Bollandt
    - Vertreter: Regierungsrat Max Großkopf

  - Angelegenheiten des Vierjahresplanes
    - Referent: Assessor Lettow
    - Sachgebiet II E 1: Wirtschaftspolitische Angelegenheiten, Wirtschafts- und Werksabotage soweit sie nicht aus politischen Beweggründen erfolgen, Unruhen in Wirtschaftsbetrieben, Korruptionsfälle in der Wirtschaft, Kapitalflucht, Devisen, Rohstoffmangel, Störungen des Außenhandels, Boykottbewegung, Patentsachen, Einzelhandel und Gewerbetreibende, Warenhäuser und Konsumgenossenschaften, Auskunfteien, Zwecksparkassen usw.; Berichterstattung
      - Leiter: Regierungsassessor Schulz

    - Sachgebiet II E 2: Agrarpolitische Angelegenheiten, Angelegenheiten der Vieh-, Fett-, Milch-, Eier- und Getreidewirtschaft, Schleichhandel, Sabotage der Maßnahmen des Reichsnährstandes, Lebensmittelversorgung der Bevölkerung; Verstöße gegen die Preis- und Kontingentbestimmungen, Korruptionsfälle; Bodenspekulationen, Bekämpfung des Erbhofrechts, bäuerliches Siedlungswesen, Jagd- und Forstwesen; Garten- und Bodenkulturwesen
      - Leiter: Regierungsrat Max Großkopf
      - Vertreter: Assessor Schilling

    - Sachgebiet II E 3: Sozialpolitische Angelegenheiten; Lohn- und Arbeitsverhältnisse in Industrie, Handel und Gewerbe; Unruhen in Wirtschaftsbetrieben aus sozialen Gründen, Bekämpfung der Arbeitslosigkeit (Doppelverdiener, Schwarzarbeit); Preissteigerungen, Mietwucher, Freiwilliger Arbeitsdienst, Landjahr, Notstandsarbeiten in Kameradschaftslagern, Reichsautobahn; Arbeits- und Lohnverhältnisse der Landarbeiter, Winterhilfswerk, Kraft durch Freude, Kranken- und Gesundheitspflege, Versicherungswesen, Schutzhaftsachen, sämtliche Eingänge von Amt Information der DAF und von den Treuhänder der Arbeiter
      - Leiter: Schick
      - Vertreter: Schilling

    - Sachgebiet II E 4: Vereinsangelegenheiten, Erfassung- und Behandlung aller Angelegenheiten der unpolitischen Vereine und Soldatenbünde
      - Leiter: Assessor Schick
      - Vertreter: Assessor Jahr

    - Referat II F: Kartei, Personalakten, Leumundsangelegenheiten
      - Referent: Polizeioberinspektor Paul Matzke
      - Vertreter: Polizeiinspektor Witzel

  - Referat II G: Überwachung Attentate, Allgemeine Waffenangelegenheiten, Erkennungsdienst, Dauerdienst, Querulantentum, Sonderaufträge
    - Referent: Kriminalrat Alwin Wipper
    - Vertreter: Kriminalkommissar Scholz

  - Referat II H: Angelegenheiten und vom Parteimitgliedern
    - Referent: SS-Obersturmbannführer Kriminalrat Josef Meisinger
    - Sachgebiet II H 1: Allgemeine Angelegenheiten von Parteimitgliedern soweit nicht von II H 2 erfasst
      - Leiter: Kriminalkommissar Kurt Stage
      - Vertreter: Kriminalkommissar Ludwig Neubourg

    - Sachgebiet II H 2: Angelegenheiten der SA, SS, NSKK, HJ, BDM, Feldjägerkorps, Bündische Jugend
      - Leiter: Kriminalkommissar Ludwig Neubourg
      - Vertreter: Kriminalkommissar Heide

  - Referat II J: Ausländische Polizeien, Verkehr mit Ausländischen Behörden
    - Referent: Kriminalkommissar Scholz
    - Vertreter: Polizeiinspektor Häfer

  - Referat II P: Politisch-polizeiliche Behandlung der Presse
    - Referent: Regierungsrat Klein

- Abteilung III: Abwehrangelegenheiten
  - Leiter: SS-Oberführer Ministerialdirektor Werner Best
  - Vertreter: SS-Oberführer Regierungsrat Heinz Jost
  - Hauptgeschäftsstelle III: Polizeioberinspekteur Philipp Hillgärtner

### Geschäftsverteilungsplan des Geheimen Staatspolizeiamtes vom 1. Juli 1939
R 58/840, Bl. 186–204.
- Leiter: SS-Gruppenführer Reinhard Heydrich
  - Vertreter: Ministerialdirigent Werner Best
  - Adjutantur:
    - Chefadjutant: Kurt Pomme
    - 1. Adjutant: Hauptsturmführer Hans-Hendrik Neumann
    - 2. Adjutant: Obersturmbannführer Grässler

  - Verwaltungsdirektor: SS-Sturmbannführer Regierungsrat Edmund Trinkl
  - Hauptregistratur und Absendestelle:
    - Leiter: SS-Sturmbannführer Polizeirat Helmut Pommerening
    - Vertreter Ministerialregistrator Burdach
    - Kassenaufsichtsbeamter: SS-Sturmbannführer Regierungsrat Edmund Trinkl
    - Vertreter: SS-Sturmbannführer Amtsrat Dierich

  - Rechnungsprüfstelle: Polizeirat Heinmöller
  - Kasse:
    - Leiter: Regierungsamtsman Lüder
    - Vertreter: Polizeioberinspektor Schulze
    - Kassierer: Polizeioberinspektor Wetzel
- angegliedert:
  - Devisenfahndungsamt:
    - Leiter: SS-Gruppenführer Reinhard Heydrich
    - Vertreter: SS-Oberführer Reichskriminaldirektor Heinrich Müller
    - Referent: SS-Hauptsturmführer Verwaltungsamtmann Herbert Staffeldt
    - Vertreter des Referenten: SS-Untersturmführer Verwaltungsamtmann Hermann Quetting

- Abteilung I: Organisation, Personalien, Etatsangelegenheiten, Verwaltung und Recht
  - Leiter: Brigadeführer Ministerialdirektor Werner Best
  - Vertreter: SS-Staffelführer Ministerialrat Hans-Joachim Tesmer
  - Adjutant des Leiters: SS-Obersturmführer Martin Fälschlein
  - Hauptgeschäftsstelle: SS-Sturmbannführer Amtsrat Karl Tent

- - Referate I A: Organisation und Geschäftsbetrieb des Gestapa, Personalangelegenheiten der Beamten des einfachen, mittleren und gehobenen Dienstes (ohne Kriminalkommissare und Kriminalräte) der Angestellten und Lohnempfänger des Gestapa, Verwaltung der Dienstgebäude, Verteilung und Ausstattung der Diensträume, Schönheit der Arbeit, Aufbewahrungstelle, Bücherei, Leibesübungen, Gästelisten
    - Referent: SS-Sturmbannführer Regierungsrat Edmund Trinkl

  - Referat I B: Etatsangelegenheiten des Geheimen Staatspolizeiamts
    - Referent: Ministerialrat Rudolf Siegert

  - Referat I C: Besoldung sämtlicher Beamten, Angestellten und Lohnempfänger des Geheimen Staatspolizeiamtes sowie des Reichssicherheitsdienstes, Wirtschaftsangelegenheiten mit Ausnahme der Angelegenheiten der Abteilung IV
    - Referent: Sturmbannführer Regierungsrat Arnold Kreklow

  - Referat I D: Organisation und Geschäftsbetrieb der Staatspolizei-, Außen- und Grenzpolizeidienststellen
    - Referent: SS-Sturmbannführer Regierungs- und Kriminalrat Wilhelm Bonatz

  - Referat I E: Personalangelegenheiten der Höheren Beamten und der Kriminalbeamten vom Kriminalkommissar aufwärts des Gestapa
    - Referent: SS-Staffelführer Ministerialrat Hans-Joachim Tesmer

  - Referat I F: Justitiariat und Disziplinarangelegenheiten, Regelung vertraglicher und außervertraglicher Schadensersatzansprüche
    - Referent: SS-Sturmbannführer Regierungsrat Paul Mylius

  - Referat I G: Materielles Recht, Waffenrecht, Sprengstoffangelegenheiten, sozialpolitische Vorschriften
    - Referent: SS-Sturmbannführer Regierungsrat Richter

  - Referat I H: Beschlagnahme und Einziehung volks- und staatsfeindlichen Vermögens
    - Referent: SS-Sturmbannführer Regierungsrat Richter

  - Referat I J: Gesundheitswesen, amtsärztliche Untersuchungen bei Einstellungen und Pensionierungen, Mitwirkung bei der Bearbeitung von Dienstunfällen und Dienstbeschädigungen; sportärztliche Untersuchungen, ärztliche Betreuung der im Gefängnis untergebrachten Gefangenen;
  - Sanitätsstube
    - Referent: SS-Hauptsturmführer Walter Rentel

- Abteilung II: Innerpolitische Angelegenheiten
  - Leiter: SS-Oberführer Reichskriminaldirektor Heinrich Müller
  - Hauptgeschäftsstelle: Kriminaldirektor Zimmermann (mit Berichterstattung und Polizeigefängnis)
  - Vertreter: SS-Obersturmführer Polizeirat Pieper
  - Dem Leiter der Abteilung II unmittelbar unterstellt:
    - Sachgebiet II (N): Nachrichtenwesen
      - Bearbeiter: Kriminalinspektor Leonhard Halmanseger

    - Sachgebiet II (Ü) Überwachungen
      - Bearbeiter: Kriminalinspektor Scheffler

  - Referat II A: Kommunismus, Marxismus, Sowjetrussen, Staatsfeindliches Ausländertum
    - Referent: SS-Sturmbannführer Oberregierungs- und Kriminalrat Reinhold Heller
    - Vertreter: Regierungs- und Kriminalrat Paul Opitz
    - Sachgebiet II A 1: Beobachtung und Verfolgung der kommunistischen Bewegung und aller Neben- und Hilfsorganisationen, Russlandrückkehrer
      - Leiter: SS-Obersturmführer Kriminalrat Kurt Geißler
      - Vertreter: Kriminalkommissar Karl Giering

    - Sachgebiet II A 2: Beobachtung und Bekämpfung der marxistischen Bewegung
      - Leiter: SS-Obersturmführer Kriminalrat Bruno Sattler
      - Vertreter: Regierungs- und Kriminalrat Paul Opitz

    - Sachgebiet II A 3: Beobachtung der Sowjetrussen und der russischen Emigration
      - Leiter: SS-Obersturmführer Kriminalrat Erich Schröder
      - Vertreter: SS-Untersturmführer Kriminalkommissar Hans Legath

    - Sachgebiet II A 4: Sachliche Auswertung aller Erscheinungsformenen des Kommunismus
      - Leiter: Kriminaldirektor Josef Vogt
      - Vertreter: Kriminalkommissar Wolf

    - Sachgebiet II A 5: Passfälschungsangelegenheiten
      - Leiter: Regierungs- und Kriminalrat Paul Opitz
      - Vertreter: SS-Untersturmführer Kriminalkommissar Lepek

    - Sachgebiet II B: Konfessionen, Juden, Freimaurer, Emigranten, Pazifisten
      - Referent: SS-Sturmbannführer Regierungsrat Kurt Lischka
      - Vertreter: SS-Hauptsturmführer Regierungsassessor Bernhard Baatz

    - Sachgebiet II B 1: Behandlung aller Angelegenheiten des politischen Katholizismus
      - Leiter: SS-Hauptsturmführer Regierungsassessor Bernhard Baatz
      - Vertreter: SS-Hauptsturmführer Regierungsassessor Alfred Schweder

    - Sachgebiet II B 2: Behandlung aller politisch-polizeilichen Angelegenheiten der evangelischen Kirchenbewegung
      - Leiter: SS-Hauptsturmführer Regierungsassessor Bernhard Baatz
      - Vertreter: Regierungsassessor Roth

    - Sachgebiet II B 3: Beobachtung und Überwachung des Emigrantentums
      - Leiter: SS-Hauptsturmführer Regierungsassessor Zimmermann
      - Vertreter Assessor Jagusch

    - Sachgebiet II B 4: Freimaurertum: Erfassung und Überwachung des gesamten jüdischen Organisations- und Vereinswesens, Auswanderung von Juden, antijüdischen Vereinigungen, jüdische Presse Judentum im Ausland
      - Leiter: SS-Hauptsturmführer Regierungsassessor Hülf
      - Vertreter: SS-Hauptsturmführer Regierungsassessor Zimmermann

  - Referat II C: Reaktion und Opposition
    - Referent: SS-Hauptsturmführer Kriminaldirektor Willy Litzenberg
    - Vertreter: Kriminalkommissar Förster
    - Sachgebiet II C 1: Ehemalige Mittel- und Rechtsparteien – Vereinigungen, Verbände, Gesellschaften, deutschnationale Front, Monarchismus, Adelsgenossenschaften, Baltikum und Freikorpsverbände, Wehrverbände, Alldeutscher Verband, Reichskriegerbund
      - Leiter: Kriminalkommissar Förster
      - Vertreter: Kriminalkommissar Ader

    - Sachgebiet II C 2: Schwarze Front, Stennes-Bewegung, Tatkreis, Widerstandskreis, Wehrverbände Eidgenossenschaften, Jugo, Tannenbergbund mit allen Unter- und Nebenorganisationen
      - Leiter: Kriminalkommissar Werner
      - Vertreter: SS-Untersturmführer Kriminalkommissar Otto Prochnow

  - Referat II D Schutzhaft – Behandlung von allgemeinen und Einzelhaftsachen, Angelegenheiten der Konzentrationslager
    - Referent: SS-Hauptsturmführer Regierungs- und Kriminalrat Emil Berndorff

  - Referat II E: Wirtschaft-, Agrar- und Sozialpolitische Angelegenheiten, Vierjahresplan, Vereinssachen
    - Referent: SS-Sturmbannführer Regierungsrat Max Großkopf
    - Vertreter: SS-Hauptsturmführer Regierungsassessor Lettow
    - Sachgebiet II E 1: Wirtschaftspolitische Angelegenheiten, Wirtschaftszweige und Wirtschaftserscheinungen von besonderem Staatspolitischen Interesse (z. B. Makler und Vermittlungsgewerbe, Auskunfteien, Hausierer und Wandergewerber, Reisebüros, Kapitalkonzentration, Internationale Kapitalverflechtung, Konzernpolitik), Wirtschaftssabotage und Korruptionsfälle, Ausschaltung der Juden aus der Wirtschaft (Arisierung, Tarnung jüdischen Kapitals, Boykottbewegung, Einzelaktionen)
      - Vertreter: SS-Hauptsturmführer Regierungsassessor Schick
      - Vertreter: Assessor Reipert

    - Sachgebiet II E 2: Agrarpolitische Angelegenheiten. Lebensmittelwirtschaft, Preisbildung bei Landwirtschaftlichen Erzeugnissen, Landwirtschaftliches Kredit- und Genossenschaftswesen, Zusammenarbeit mit Reichsnährstand und Reichsernährungsministerium
      - Leiter: SS-Hauptsturmführer Regierungsassessor Lettow
      - Vertreter: SS-Obersturmführer Regierungsassessor Jahr

    - Sachgebiet II E 3: Sozialpolitische Angelegenheiten und Vereinssachen, Lohn-, Gehalts- und Urlaubsfragen, Preissteigerung und Löhne, Kurzarbeit, Arbeitermangel, Streiks- und Arbeitsniederlegungen, Werksabotage, Landjahresdienst, Reichsarbeitsdienst, Wohnungsnot und Mietspreissteigerung, Maßnahmen gegen Arbeitsscheue, Zusammenarbeit mit Reichsarbeitsministerium, Reichstreuhänder der Arbeit, DAP und NSV
      - Leiter: Regierungsassessor Jahr
      - Vertreter: SS-Hauptsturmführer Regierungsassessor Lettow

    - Sachgebiet II E 4: Angelegenheiten des Vierjahresplanes, Roh- und Werkstoffe, Wehrwirtschaft, Rüstung und Vierjahresplan, Gewinne
      - Leiter: SS-Hauptsturmführer Regierungsassessor Lettow
      - Vertreter: SS-Obersturmführer Regierungsassessor Jahr

  - Referat II F: Kartei, Personenakten, Leumundangelegenheiten
    - Referent: Polizeioberinspektor Paul Matzke
    - Vertreter: Polizeioberinspektor Witzel

  - Referat II G: Überwachung, Attentate allgemeine Waffenangelegenheiten, Erkennungsdienst, Dauerdienst, Querulantentum, Sonderaufträge
    - Referent: SS-Hauptsturmführer Kriminalrat Alwin Wipper

  - Referat II H: Angelegenheiten der Partei ihrer Gliederungen und angeschlossenen Verbände, ausländische Nationalsozialisten und Faschismus
    - Referent: SS-Obersturmbannführer Regierungs- und Kriminalrat Meisinger
    - Vertreter: Kriminalrat Stage
    - Sachgebiet II H 1: Allgemeine Angelegenheiten der Partei (soweit nicht von II H 2 erfasst) Ausländer, Nationalsozialismus und Faschismus
      - Leiter: SS-Sturmbannführer Kriminalrat Kurt Stage
      - Vertreter: SS-Untersturmführer Kriminalkommisse Heide

    - Sachgebiet II H 2: Angelegenheiten von SA, SS, NSKK, NSFK, HJ, BDM und angeschlossenen Verbänden – Bündische Jugend
      - Leiter: SS-Obersturmbannführer Kriminalkommissar Ludwig Neubourg
      - Vertreter: SS-Sturmbannführer und Kriminalkommissar Erich Samerski

  - Referat II J: Verkehr mit ausländischen Polizeien
    - Referent: SS-Oberführer Reichskriminaldirektor Heinrich Müller

  - Referat II P: Politisch-polizeiliche Behandlung der Presse
    - Referent: SS-Sturmbannführer Regierungsrat Fritz Rang
    - Vertreter: SS-Sturmbannführer Regierungsrat Wilhelm Altenloh
    - Sachgebiet II P 1: Inlandpresse und -schrifttum, Bücherei des schädlichen und unerwünschten Schrifttums, Verleger, Buchhändler, Schriftleiter, Schriftsteller, Berichterstatter, Zeitungshändler
      - Leiter: SS-Sturmbannführer Regierungsrat Wilhelm Altenloh

    - Vertreter: SS-Untersturmführer Regierungsassessor Keller
    - Sachgebiet II P 2: Auslandspresse und Auslandsschrifttum, Minderheitenpresse, Emigrantenschrifttum; Greuelpropaganda
    - Leiter: SS-Sturmbannführer Regierungsrat Fritz Rang
    - Vertreter: SS-Sturmbannführer Regierungsrat Wilhelm Altenloh
    - Sachgebiet II P 3: Kulturpolitik, kirchliche und konfessionelle Presse, Sekten-Schrifttum Film, Theater, Rundfunk, Musik, Kunst, Museen, Kunst- und Antiquitätenhändler
      - Leiter: SS-Untersturmführer Regierungsassessor Keller
      - Vertreter: Regierungsrat Wilhelm Altenloh

  - Referat II S: Bekämpfung der Homosexualität und Abtreibung
    - Leiter: SS-Obersturmbannführer Regierungs- und Kriminalrat Josef Meisinger
    - Vertreter: SS-Sturmbannführer Kriminalinspektor Fritz Fehling
    - Sachgebiet II S 1: Bekämpfung der Homosexualität
      - Leiter: Kriminalkommissar Eberhard Schiele

    - Sachgebiet II S 2: Bekämpfung der Abtreibung
      - Leiter: Kriminalkommissar Joachim Kaintzik
      - Vertreter: SS-Untersturmführer Kriminalkommissar Georg Müller

  - Dienststelle: Politischpolizeiliche Angelegenheiten des Reichsprotektors Böhmen und Mähren
    - Leiter: SS-Hauptsturmführer Regierungsassessor Jonak
- Abteilung III: Abwehrangelegenheiten
  - Leiter: SS-Brigadeführer Werner Best
  - Vertreter: SS-Brigadeführer Oberregierungsrat Heinz Jost
  - Hauptgeschäftsstelle: Hauptsturmführer Polizeirat Philipp Hillgärtner
  - Referat III A: Abwehrfälle und sonstige Angelegenheiten von abwehrpolizeilicher Bedeutung mit Angriffsland Frankreich, Luxemburg, Schweiz, Spanien-Portugal und deren Kolonie, übriges Afrika, soweit nicht Kolonialbesitz von Zuständigkeitsgebieten anderer Referate. Abwehrfälle mit unbekannten Angriffsland und sonstige Angelegenheiten von abwehrpolizeilicher Bedeutung aus den Anfallgebieten: Provinz Hessen-Nassau, Regierungsbezirk Trier, Koblenz und Sigmaringen, Württemberg, Baden, Bayern, Linksrhein (Rheinpfalz, Hessen und Saarland, Fremdenlegionäre)
    - Referent: Hauptsturmführer Kriminalrat Herbert Fischer

  - Referat III B: Abwehrfälle und sonstige Angelegenheiten von abwehrpolizeilicher Bedeutung mit Angriffsland: Großbritannien einschließlich Dominions und Kolonien, Irland, Belgien, Niederlande, Dänemark, Norwegen, Schweden, sämtliche Staaten Amerikas und deren Kolonien, Abwehrfälle mit unbekanntem Angriffsland und Angelegenheiten von abwehrpolizeilicher Bedeutung aus den Anfallgebieten: Regierungsbezirke Köln, Düsseldorf, Aachen, Provinz Westfalen, Hannover, Schleswig-Holstein Oldenburg, Bremen, Hamburg, Lippe (beide), Mecklenburg, Anhalt und Braunschweig
    - Kriminalrat Ernst Schambacher

  - Referat III C: Abwehrfälle und sonstige Angelegenheiten von abwehrpolizeilicher Bedeutung mit Angriffsland: Polen, Rumänien, Bulgarien, Griechenland. Abwehrfälle mit unbekanntem Angriffsland und Angelegenheiten von abwehrpolizeilicher Bedeutung aus den Anfallgebieten: Provinz Brandenburg einschließlich Berlin, Pommern, Schlesien, Ostpreußen und Freistaat Danzig
    - Referent: Kriminalrat Walter Kubitzky

  - Referat III D: Abwehrfälle und sonstige Angelegenheiten von abwehrpolizeilicher Bedeutung mit Angriffsland: Sowjetunion, Litauen, Lettland, Estland, Finnland, Japan einschließlich Kolonien, China, übrigens Asien, soweit nicht Kolonialbesitz außerasiatischer Staaten
    - Referent: Kriminalrat Heinz Fenner

  - Referat III E: Abwehrfälle und sonstige Angelegenheiten von abwehrpolizeilicher Bedeutung mit Angriffsland: Ungarn, Jugoslawien, Italien nebst Kolonien. Abwehrfälle mit unbekannten Angriffsland und Angelegenheiten von abwehrpolizeilicher Bedeutung aus den Anfallsgebieten

Provinz Sachsen, Thüringen, Land Sachsen, Bayern, Ostmark, Sudetengau dem Protektorat Böhmen und Mähren und der Slowakei
- -     - Referent: SS-Obersturmführer Kriminalrat Walter Liska

  - Referat III F: Sabotage, Wehrmittelbeschädigung, Unglücksfälle und Brände in Anlagen und Einrichtungen der Wehrmacht und der Rüstungsindustrie; Allgemeine Richtlinien für den abwehrpolizeilichen Schutz der Übungen und besonderen Einrichtungen der Wehrmacht sowie der Anlagen der Rüstungsindustrie.
    - Referent: SS-Sturmbannführer Regierungsrat Baumann

  - Referat III G: Grundsätzliche Richtlinien für die abwehrpolizeiliche Tätigkeit, allgemeine Abwehraufgaben, Abwehr und grenzpolizeiliche Dienstvorschriften; Prüfung der Notwendigkeit der Einrichtung von Grenzpolizeidienststellen in Zusammenarbeit mit den Grenzinspekteuren; Angelegenheiten der Geheimen Feldpolizei, Schulung der Abwehrbeamten
    - Referent: Kriminalrat Blaesing

  - Referat III H: Einrichtung der Grenzpolizeikommissariate und Grenzposten, Unterbringung in diesen Stellen und ihrer Beamten, Materialbeschaffung für diese Stellen, Ausrüstung, Bekleidung, körperliche Ausbildung und Waffenausbildung sämtlicher Grenzpolizeibeamten, Veranstaltung von Ausbildungskursen für die Grenzpolizei
    - Referent: Standartenführer Regierungsrat Hans Trummler

  - Referat III J: Fremdvölkische Minderheiten im Reichsgebiet und deutsche Minderheiten im Ausland; Ausländer und deren Organisationen, Vereine usw. im Reichsgebiet sowie nicht ein Spezialreferent von Abteilung II in Betracht kommt
    - Referent: SS-Hauptsturmführer Polizeioberinspektor Ernst Jarosch

  - Referat III K: Ausländerzentralkartei
    - Referent: SS-Sturmbannführer Amtsrat Schubert

- Grenzinspekteure
  - Aufsicht über die abwehrpolizeiliche Tätigkeit der Stapoleitstellen, Anleitung und Ausbildung des Abwehrpersonals der Staatspolizeistellen; Prüfung der Notwendigkeit und Mitwirkung bei der Einrichtung von Grenzpolizeidienststellen
  - Grenzinspekteur I (Ost): Frankfurt Oder
    - SS-Obersturmbannführer Oberregierungsrat und Kriminalrat Ernst Damzog

  - Grenzinspekteur II (Südost): Dresden
    - SS-Standartenführer Regierungsrat und Kriminalrat Wilhelm Krichbaum

  - Grenzinspekteur III (West): Koblenz
    - SS-Sturmbannführer Regierungsrat Schneider

- Abteilung IV: Technische Angelegenheiten
  - Leiter: SS-Obersturmbannführer Major der Schutzpolizei Max Staudinger
  - Vertreter: SS-Hauptsturmführer Hauptmann der Schutzpolizei Friedrich Pradel
  - Hauptgeschäftsstelle: Polizeirat Lutter
  - Referat IV A: Kraftfahrzeugbeschaffung für die Geheime Staatspolizei, Kontrolle und Überwachung der Fahrzeuge, Reparaturen an Fahrzeugen, Kraftfahrzeugskartei, Unfallbearbeitung sämtlicher Staatspolizeistellen; Verteilung und Regelung des Kraftfahrzeugsbestallers; Allgemeine Organisation und Verwaltung des Kraftfahrparks des Gestapa, Material und Ersatzteile; Beschaffung, Zulassung von Kraftfahrzeugen; Kraftfahrsachverständigenangelegenheiten
  - Referent: Hauptsturmführer Hauptmann der Schutzpolizei Friedrich Pradel
- Referat IV B: Aufbau und Verwaltung des Fernschreibe- und Fernmeldewesens, Einrichtung von Neuanlagen, Ausbildung des Technischen Personals, Instandhaltung und Wartung bestehender Anlagen, Chiffriederdienst
  - Referent: SS-Sturmbannführer Polizeirat Walter
- Referat IV C: Flugdienst, Bearbeitung aller technischen Fragen des Flugwesens, Dienstaufsicht über Flugzeugpark und Personal
  - Referat: SS-Sturmbannführer Major der Schutzpolizei Leopold
- Referat IV D: Beschaffung von Waffen und Munition, Fahrrädern und Ferngläsern, Untersuchung und Instandhaltung der vorhandenen Waffen, Waffensachverständigenangelegenheiten, Unterrichtsangelegenheiten, Unterrichtsangelegenheiten, Verwaltung und Verwertung von Asservatwaffen, Schießwesen, Luft und Feuerschutz
  - Referent: Polizeirat Lutter
- Referat IV E: Etatsangelegenheiten und Bewirtschaftung der Kraftfahr-, Waffen-, Flug, Fernmelde- und Fernschreibewesens
  - Referat: Regierungsoberinspektor Kempf.

- Devisenfahndungsamt
  - Leiter: Reinhard Heydrich
  - Vertreter: Reichskriminaldirektor Heinrich Müller
  - Referent: Hauptsturmführer Verwaltungsamtmann Herbert Staffeldt
  - Vertreter des Referenten: SS-Untersturmführer Verwaltungsamtmann Quetting
    - Aufgaben: Zentrale Leitung der Devisenfahndung; Unterstützung und Sicherung der Vierjahresplans (Erlass des Ministerpräsidenten und Beauftragten für den Vierjahresplan vom 23. November 1936); Zusammenarbeit mit der Zollfahndungsstelle, der Steuerfahndung, den Finanzämtern, den Hauptzollämtern und den Reichsbahndirektionen; Ausarbeitung von Richtlinien für die Arbeit der Zollfahndungsstellen; Bearbeitung von größeren und grundsätzlichen Fällen; Überwachung der Devisenwirtschaftung; Auswertung der Arbeit für Änderungsvorschläge der einschlägigen Gesetze, Verordnungen und Erlasse.

#### Geschäftsverteilungsplan der Abteilung II ab dem 12. Januar 1939
R 58/840, Bl. 164–166
- Abteilung II: Innerpolitische Angelegenheiten
  - L II: Leiter Abteilung II
  - Leitung und Beaufsichtigung des gesamten innerpolitischen Dienstes; Schulung der Beamten, Anweisung an die Grenzpolizeikommissariate und Außendienststellen sowie innerpolitische Belange in Frage stehen
  - Dezernat II A: Kommunismus, Marxismus, Sowjetrussen, staatsfeindliche Ausländer
    - Sachgebiet II A 1: Kommunismus, Beobachtungen und Bekämpfung von Umtrieben die Ausfluss der ehemaligen KPD und der ihr nahestehenden Organisationen sind; Angelegenheiten die sich als Ausfluss kommunistisch-bolschewistische Tätigkeit auf den Gebieten der Sabotage (Brandlegung, Sprengstoffverbrechen) des Nachrichtendienstes (Kombinierter Hoch- und Landesverrat, bb Arbeit, Apparat, Zersetzung), der Schulung an sowjetrussischen Hochschulen usw. darstellen
    - Sachgebiet II A 2: Marxismus, Beobachtung und Bekämpfung von Umtrieben die Ausfluss ehemaligen SPD, und der ihr nahestehenden Organisationen, SAP, Anarchisten, Syndikalisten, Volksfrontenbestrebungen
    - Sachgebiet II A 3: Sowjetunion, Russlandrückkehrer, Sowjetrussische Vertretungen in Deutschland, Russische Emigranten in Deutschland und im Ausland, Internationale Brigaden, Spanienkämpfer

  - Dezernat II B: Konfessionen, Juden, Freimaurer, Emigranten, Pazifisten
    - Sachgebiet II B 1: Konfessionelle Sekten, politische katholische, politische evangelische Kirchenbewegung, Deutsche Christen, deutschländische Gemeinschaften, Sekten, Bündischen Jugend
    - Sachgebiet II B 2: Juden; Jüdische Organisationen und Vereinswesen; Judentum im Ausland, Emigranten, Freimaurer, Rückwanderer, Pazifisten

  - Dezernat II C: Reaktion, Opposition, Ehemalige Mittel- und Rechtsparteien, Vereinigungen, Verbände, Gesellschaften; Monarchismus; Adelsgenossenschaften; Baltikum und Freikorpsverbände; Reichskriegerbund; Schwarze Front, Stennesbewegung Tatkreis, Widerstandskreis jungdeutscher Orden, Tannenbergbund
  - Dezernat II D: Behandlung von SS- und KL-Angelegenheiten; Nachüberwachung; A-Kartei
  - Dezernat II E: Wirtschaft und Vierjahresplan
    - Sachgebiet II E 1: Industrie und Handel, sozialpolitische Angelegenheiten
      - a) Unruhen und Umtriebe in Industriebetrieben. Überwachung der Lohn- und Arbeitsverhältnisse. Werk- und Wirtschaftssabotage ohne politische Motive,
      - b) Überwachung der Lohn-, Preis- und Arbeitsverhältnisse in Handel und Gewerbe, Mietwucher, Devisen und Rohstoffdelikte, Kapitalflucht, Konsumgenossenschaften, Kurpfuscher, Tarnung jd Gewerbetriebe.
        - c) Asoziale Unternehmer, Streik ohne politische Motive, Arbeitsvertragsbruch, Arbeitslager

    - Sachgebiet II E 2: Landwirtschaft, Vereinswesen; Unruhen und Umtriebe in landwirtschaftlichen Betrieben Arbeit- und Lohnverhältnisse der Landarbeiter; Schleichhandel, Verstöße gegen die Preis- und Kontingentbestimmungen, Bodenspekulationen; Erfassung und Behandlung aller Angelegenheiten der unpolitischen Vereine, Vorbereitende Maßnahmen zur Auswanderung deutschblütiger Personen

  - Dezernat II F: Kartei, Personalakten, Leumundsangelegenheiten, Auskünfte über Personen und Firmen, Auskünfte an die Wehrbezirkommandos fa und ft Sammlung
  - Dezernat II G: Spezialfahndungen, Attentate, Waffenangelegenheiten und Erkennungsdienst, Passfälscherangelegenheiten
  - Dezernat II H: Verstöße gegen das Heimtückegesetz, Angelegenheit von Mitgliedern der Partei und ihrer Gliederungen
  - Dezernat II P: Inlandspresse und Schrifttum Bücherei des schädlichen und unerwünschten Schrifttums, Verleger, Buchhändler, Schriftleiter, Schriftsteller, Berichterstatter, Zeitungshändler; Auslandspresse und Auslandsschrifttum, Minderheitenpresse, Emigrantenschrifttum, Greuelpropaganda, Kulturpolitik, kirchliche und konfessionelle Presse, Sektenschrifttum, Film, Theater, Rundfunk, Musik, Kunst und Antiquitätenhändler
  - Dezernat II S: Homosexualität, Abtreibungen
  - Sachgebiet II S 1: Homosexualität
  - Sachgebiet II S 2: Abtreibungen

#### Personalverteilung der Abteilung II
- Abteilung II:
  - Leiter: Kriminalkommissar Hilmer
  - Vertreter: Kriminalobersekretär Tronnier
  - Dezernat II A:
    - Dezernent: Kriminalobersekretär Tronnier
    - Vertreter: Kriminaloberassistent Kross
    - Sachgebiet II A 1:
      - Sachbearbeiter: Kriminaloberassistent Kross
      - Sachbearbeiter: Kriminalsekretär auf Probe Wendt

    - Sachgebiet II A 2:
      - Sachbearbeiter: Kriminalassistent a Clüver

    - Sachgebiet II A 3:
      - Sachbearbeiter: Kriminalassistent Gerling
- Dezernat II B:
  - Dezernent Kriminalkommissar Hilmer
    - Sachgebiet II B 1:
      - Sachbearbeiter: kaa Figner

    - Sachgebiet II B 2:
      - Sachbearbeiter: ka kl Lögte

  - Dezernat II C:
    - Dezernent: Kriminalangestellter Brunken
    - Sachbearbeiter: Kriminalangestellter Brunken

  - Dezernat II D:
    - Dezernent: Kriminaloberassistent Ohmsen
    - Vertreter: koaz von Harten

  - Dezernat II E:
    - Dezernent: Kriminaloberassistent Wachendorf
    - Vertreter: Kriminalassistentenanwärter Tress
    - Sachgebiet II E 1:
      - Sachbearbeiter: Kriminalassistentenanwärter Tress

    - Sachgebiet II E 2:
      - Sachbearbeiter: Kriminaloberassistent Wachendorf

  - Dezernat II F:
    - Dezernent: Kriminalassistent Ziegler
    - Sachbearbeiter: Kriminalassistent Witt
    - Sachbearbeiter: Kriminalassistent Schmidt
    - Sachbearbeiter: Kriminalassistent zur Probe Schröder
    - Sachbearbeiter: Kriminalangestellter Braun

  - Dezernat II G:
    - Dezernent: Kriminalassistenzanwärter Walter

  - Vertreter: Mesche
  - Dezernat II H:
    -       - Dezernent: Kriminalassistenzanwärter Wiemers
      - Vertreter: Mesche

  - Dezernat II P:
    - Dezernent: Kriminaloberassistent Hansen

  - Dezernat II S:
    - Dezernent: Kriminalassistent Beissner

  - Sachgebiet II S 1:
    - Sachbearbeiter: Kriminalassistent Beissner

  - Sachgebiet II S 2:
    - Sachbearbeiter: Kriminalassistent Zinkel

### Geschäftsverteilungsplan vom 1. März 1941
Im Geschäftsverteilungsplan vom 1. März 1941 stellt sich die Gestapo als Amt IV des Reichssicherheitshauptamtes organisatorisch und personell wie folgt dar:
- Leiter des Geheimen Staatspolizeiamtes: SS-Gruppenführer Reinhard Heydrich
- Amt IV: Gegnererforschung und -bekämpfung – Geheimes Staatspolizeiamt
  - Leiter: SS-Brigadeführer und Generalmajor der Polizei Heinrich Müller
  - Vertreter: SS-Oberführer und Oberst der Polizei Wilhelm/Willi Krichbaum
  - Abteilung IV A: Gegnerbekämpfung
    - Leiter: SS-Obersturmbannführer und Oberregierungsrat Friedrich Panzinger
    - Referat IV A 1: Kommunismus, Marxismus und Nebenorganisationen, Kriegsdelikte, illegale und Feindpropaganda
      - Referent: SS-Sturmbannführer und Kriminaldirektor Josef Vogt, ab August 1941 SS-Hauptsturmführer Günther Knobloch als Sachbearbeiter für die „Ereignismeldungen der Einsatzgruppen der Sicherheitspolizei und des SD in der UdSSR“

    - Referat IV A 2: Sabotageabwehr, Sabotagebekämpfung, Politisch-polizeiliche Abwehrbeauftragte, Politisches Fälschungswesen
      - Referent: SS-Hauptsturmführer und Kriminalkommissar Horst Kopkow (1939 SS-Obersturmführer Bruno Sattler, ab Sommer 1940 SS-Sturmbannführer Kurt Geißler)

    - Referat IV A 3: Reaktion, Opposition, Legitimismus, Liberalismus, Emigranten, Heimtücke-Angelegenheiten – soweit nicht IV A 1
      - Referent: SS-Sturmbannführer und Kriminaldirektor Willy Litzenberg

    - Referat IV A 4: Schutzdienst, Attentatsmeldung, Überwachungen, Sonderaufträge, Fahndungstrupp
      - Referent: SS-Sturmbannführer und Kriminaldirektor Franz Schulz

  - Abteilung IV B: Sekten
    - Leiter: SS-Sturmbannführer Albert Hartl
    - Referat IV B 1: Politischer Katholizismus
      - Referent: SS-Sturmbannführer und Regierungsrat Erich Roth

    - Referat IV B 2: Politischer Protestantismus, Sekten
      - Referent: SS-Sturmbannführer und Regierungsrat Erich Roth

    - Referat IV B 3: Sonstige Kirchen, Freimaurerei
      - Leiter: zur Zeit unbesetzt, ab Dezember 1942 Otto-Wilhelm Wandesleben

    - Referat IV B 4: Judenangelegenheiten, Räumungsangelegenheiten
      - Referent: SS-Sturmbannführer Adolf Eichmann

  - Abteilung IV C: Karteiwesen
    - Leiter: SS-Obersturmbannführer und Oberregierungsrat Fritz Rang
    - Referat IV C 1: Auswertung, Hauptkartei, Personenaktenverwaltung, Auskunftstelle, A-Kartei, Ausländerüberwachung, Zentrale Sichtvermerkstelle
      - Referent: Polizeirat Paul Matzke

    - Referat IV C 2: Schutzhaftangelegenheiten
      - Referent: SS-Sturmbannführer, Regierungs- und Kriminalrat Emil Berndorff

    - Referat IV C 3: Angelegenheiten der Presse und des Schrifttums
      - Referent: SS-Sturmbannführer und Regierungsrat Ernst Jahr

    - Referat IV C 4: Angelegenheiten der Partei und ihrer Gliederungen, Sonderfälle
      - Referent: SS-Sturmbannführer und Kriminalrat Kurt Stage
      - Sachgebiet für parteiinterne Homosexuellenfälle: Fritz Fehling[13]

  - Abteilung IV D: Besetzte Gebiete
    - Leiter: SS-Obersturmbannführer Erwin Weinmann
    - Referat IV D 1: Protektoratsangelegenheiten, Tschechen im Reich
      - Leiter: Gustav Jonak, ab September 1942 SS-Sturmbannführer Bruno Lettow, ab November 1943 SS-Obersturmbannführer Kurt Lischka

    - Referat IV D 2: Gouvernementsangelegenheiten, Polen im Reich
      - Leiter: Regierungsrat Karl Thiemann, ab Juli 1941 SS-Obersturmbannführer und Oberregierungsrat Joachim Deumling, ab Juli 1943 SS-Sturmbannführer und Regierungsrat Harro Thomsen

    - Referat IV D 3: Vertrauensstellen, Staatsfeindliche Ausländer
      - Referent: SS-Hauptsturmführer und Kriminalrat Erich Schröder, ab Sommer 1941 SS-Sturmbannführer Kurt Geißler

    - Referat IV D 4: Besetzte Gebiete: Frankreich, Luxemburg, Elsass und Lothringen, Belgien, Holland, Norwegen, Dänemark
      - Referent: SS-Sturmbannführer und Regierungsrat Bernhard Baatz

  - Abteilung IV E: Abwehr
    - Abteilungsleiter: SS-Sturmbannführer und Regierungsrat Walter Schellenberg; ab Juli 1941 SS-Sturmbannführer Walter Huppenkothen
    - Referat IV E 1: Allgemeine Abwehrangelegenheiten, Erstattung von Gutachten in Hoch- und Landesverratssachen, Werkschutz und Bewachungsgewerbe
      - Referent: SS-Hauptsturmführer und Kriminalkommissar Kurt Lindow

    - Referat IV E 2: Allgemeine Wirtschaftsangelegenheiten, Wirtschaftsspionageabwehr:
      - Referent: Regierungsamtmann Sebastian

    - Referat IV E 3: Abwehr West
      - Referent: SS-Hauptsturmführer und Kriminalrat Herbert Fischer

    - Referat IV E 4: Abwehr Nord
      - Referent: Kriminaldirektor Ernst Schambacher

    - IV E 5: Abwehr Ost
      - Referent: SS-Sturmbannführer und Kriminaldirektor Walter Kubitzky

    - Referat IV E 6 Abwehr Süd
      - Referent: SS-Hauptsturmführer und Kriminalrat Schmitz

  - Abteilung IV P: Verkehr mit ausländischen Polizeien
    - Abteilungsleiter: Kriminalrat Alwin Wipper (ab August 1941)

### Geschäftsverteilungsplan vom Juni 1944
- Geschäftsstelle
  - Hausgefängnis
- Hauptabteilung IV A (Fachreferate)
  - Abteilung IV A 1: (Links- und Rechtsopposition): SS-Oberführer Friedrich Panzinger
    - Referat IV A 1 a: Linksbewegung
    - Referat IV A 1 b: Rechtsbewegung

  - Abteilung IV A 2 (Sabotagebekämpfung): SS-Sturmbannführer und Kriminalrat Horst Kopkow
    - Referat IV A 2 a: Sabotage, Attentate
    - Referat IV A 2 b: Grenzabwehr

  - Abteilung IV A 3 (Abwehr): SS-Obersturmbannführer und Oberregierungsrat Walter Huppenkothen
    - Referat IV A 3 a: Spionageabwehr
    - Referat IV A 3 b: Wirtschaft, Industriesicherung
    - Referat IV A 3 c: Grenzangelegenheiten

  - Abteilung IV A 4 (Weltanschauliche Gegner): SS-Obersturmbannführer Adolf Eichmann
    - Referat IV A 4 a: Politische Kirchen, Sekten
    - Referat IV A 4 b: Juden, Emigranten

  - Abteilung IV A 5 (Sonderfälle): SS-Standartenführer Rudolf Mildner
    - Referat IV A 5 a: Schutzdienst, Sonderaufträge
    - Referat IV A 5 b: Partei, Presse

  - Abteilung IV A 6 (Kartei, Schutzhaft): Emil Berndorff
    - Referat IV A 6 a: Karteien, Akten, Auskunft
    - Referat IV A 6 b: Schutzhaft
- Hauptabteilung IV B (Länderreferate)
  - Abteilung IV B 1 (West-Nord): SS-Standartenführer Humbert Achamer-Pifrader
    - Referat IV B 1 a: Frankreich, Belgien
    - Referat IV B 1 b: Holland, England, Amerika
    - Referat IV B 1 c: Dänemark, Norwegen, Schweden, Finnland

  - Abteilung IV B 2 (Ost-Südost): SS-Obersturmbannführer Kurt Lischka
    - Referat IV B 2 a: Ostgebiete, Sowjetunion
    - Referat IV B 2 b: Generalgouvernement
    - Referat IV B 2 c: Protektorat, Slowakei

  - Abteilung IV B 3 (Süd): SS-Standartenführer und Kriminaldirektor Fritz Rang
    - Referat IV B 3 a: Balkan, Ferner Osten
    - Referat IV B 3 b: Italien, Spanien, Portugal, Afrika

  - Abteilung IV B 4 (Pass- und Ausweiswesen): Ministerialrat Johannes Krause
    - Referat IV B 4 a: Passwesen
    - Referat IV B 4 b: Ausweiswesen, Ausländerpolizei
    - Referat IV B 4 c: Zentrale Sichtvermerkstelle

  - Referat IV B a A (Grundsatzfragen des Einsatzes ausländischer Arbeiter)
- Hauptabteilung IV G (Zollgrenzschutz, Grenzinspektion)
- Hauptabteilung IV N (Gegner-Nachrichtendienst)
- Zentralstelle der Auslandsbrief- und telegrammprüfstellen